# The Walt Disney Company
The Walt Disney Company (també denominada Disney Enterprises, Inc. o simplement Disney) va ser fundada l'any 1923 per Walt Disney i és una de les corporacions més grans del món dedicada a les comunicacions i a l'entreteniment. És la segona empresa de comunicacions dels Estats Units. Les oficines centrals de la companyia es troben a Burbank, Califòrnia, prop de Los Angeles.
En els seus començaments, la companyia va ser anomenada Walt Disney Productions, però va canviar el seu nom el 6 de febrer de 1986. L'any 2005 va tenir guanys de 310 mil milions de dòlars. Cotitza en la borsa de Nova York la clau NYSE:DIS i està llistada dins del DJIA. El 2006 va comprar Pixar per 7,4 mil milions de dòlars i en 31 d'agost de 2009, Marvel Comics per 4 mil milions de dòlars.

## Història

### 1919–1928: l'era muda
L'any 1923, a Kansas City, Missouri, Walt Disney va crear un curtmetratge anomenat Alice's Wonderland, protagonitzada per la jove actriu Virginia Davis i animals. Disney, després que la seva anterior companyia Laugh-O-Gram Studios fes fallida, es va traslladar a Hollywood amb el seu germà Roy O. Disney La productora M. J. Winkler Productions va contactar Disney per tal de comercialitzar tota una sèrie d'Alice Comedies. Els germans Disney van fundar els estudis Disney Brothers Cartoon Studio aquell mateix any però van canviar de nom a Walt Disney Studio el gener de 1926, quan es van completar els estudis a Hyperion Street.
Disney va desenvolupar sèries animades protagonitzades pel seu personatge original, Oswald the Lucky Rabbit, distribuïdes per Winkler Pictures a través d'Universal Studios. Tanmateix, era el distribuïdor el que tenia la patent d'Oswald i Disney no va obtenir gaires beneficis. Disney va realitzar 26 curtmetratges abans de perdre el contracte al febrer de 1928, quan el marit de Winkler, Charles Mintz va agafar el control de la companyia. Mintz va contractar quatre dels principals animadors de Disney, excepte Ub Iwerks, per crear el seu propi estudi d'animació: Snappy Comedies.

### 1928–1934:Mickey MouseiSilly Symphonies

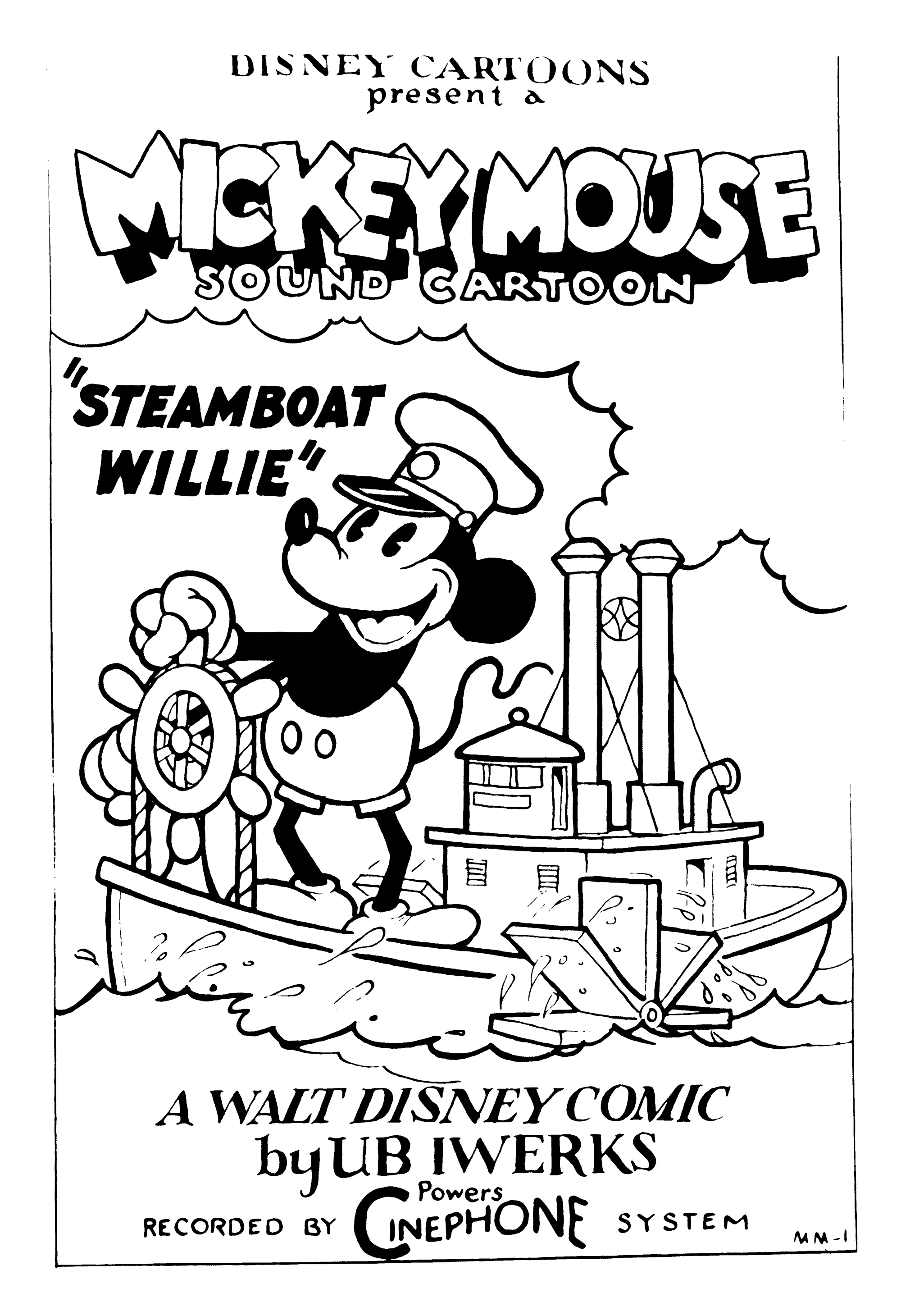
Cartell del curtmetratge Steamboat Willie

L'any 1928, Disney va crear la figura d'un ratolí animat anomenat Mortimer durant un viatge en tren cap a Califòrnia, en el qual va fer alguns simples esbossos. Més endavant Disney va canviar-li el nom pel de Mickey Mouse, ja que a la seva dona Lilian no li agradava "Mortimer Mouse". El disseny inicial de Mickey va ser refinat per Ub Iwerks. La primera pel·lícula sonora del ratolí va ser Steamboat Willie, estrenada el 18 de novembre de 1928 a través de la distribuidora de Pat Powers. Va tenir un gran èxit, no només per la simpatia del personatge, sino perquè era la primera pel·lícula animada que incloïa audio sincronitzat. Per fer-ho, es va utilitzar el Cinephone de Pat Powers, creat per Powers utilitzant el sistema del Phonofilm de Lee De Forest.
La sèrie Silly Symphonies amb Columbia Pictures va començar l'agost de 1929. Al desembre la companyia va ser reorganitzada en una corporació anomenada Walt Disney Productions, Limited, amb una divisió de merchandising, una Walt Disney Enterprises i dos sucursals: Disney Film Recording Company, Limited, i Liled Reality and Investment Company.
Al 1932, Disney va signar un contracte exclusiu amb Technicolor per produir dibuixos animats en color, el primer dels quals fou Flowers and Trees (1932). Disney va estrenar dibuixos animats a través de la Powers' Celebrity Pictures (1928-1930), Columbia Pictures (1930-1932) i United Artists (1932-1937).

### 1934–1945:Snow White and the Seven Dwarfsi Segona Guerra Mundial
L'any 1934, Disney va començar a produir llargmetratges animats. El primer, Snow White and the Seven Dwarfs, va ser estrenat el desembre de 1937, i es va convertir en la pel·lícula que més diners havia guanyat l'any 1939. Va ser llançada al mercat a través de RKO Radio Pictures, que havia assumit la distribució del producte al juliol de 1937, després que United Artists hagués intentat obtenir els futurs drets televisius dels curts de Disney.
Amb els beneficis de la pel·lícula, Walt Disney va finançar la construcció d'un estudi de 210,000 m² a Burbank, Califòrnia. Els nous estudis van ser acabats al final de 1939, i l'any següent van ser oberts per primera vegada al públic.
Els estudis van continuar produint curts animats com Pinocchio (1940), Fantasia (1940), Dumbo (1941) i Bambi (1942). Quan Estats Units va entrar a la Segona Guerra Mundial, molts dels animadors de la companyia van ser cridats a files. Els governs dels Estats Units i del Canadà van encarregar a Disney la producció de pel·lícules propagandístiques i al 1942, el 90% del 550 treballadors estaven treballant en pel·lícules per a la guerra. Algunes van ser Victory Through Air Power o Education for Death, ambdues de 1943. Un dels personatges principals, Donald Duck, també va aparèixer en alguns curts, com el guanyadors d'un premi de la Acadèmia Der Fuehrer’s Face (1943).

### 1946–1954: Postguerra i televisió
Durant i després de la guerra, amb un staff molt limitat i poc capital, només es van poder realitzar curtmetratges com The Three Caballeros (1944) i Melody Time (1948). Al mateix temps, l'estudi va començar a produir pel·lícules no animades i documentals. Song of the South (1946) i So Dear to My Heart (1948) incloïen fragments animats, i vuit de les pel·lícules de la sèrie True-Life Adventures van guanyar premis de l'Acadèmia.
L'any 1950, amb l'estrena de Cinderella es va demostrar que els llargmetratges animats seguien triomfant als cinemes. També es van estrenar Alice in Wonderland (1951) i Peter Pan (1953), i la primera pel·lícula de Disney no animada Treasure Island (1950). A la mateixa dècada, Disney va rescindir el contracte amb RKO i va crear la seva pròpia distribuïdora, Buena Vista Distribution.
El desembre de 1950 va treballar amb The Coca-Cola Company per la primera emissió televisiva de Disney: l'especial de l'NBC An Hour in Wonderland. L'octubre de 1954, l'ABC va estrenar la primera sèrie regular televisiva, Disneyland, que es convertí en una de les sèries que més temps ha estat en primetime de la història. ABC i Disney es van associar, però la seva relació va finalitzar amb l'adquisició de la companyia ABC.

### 1955-1966: primers parcs temàtics
El 17 de juliol de 1955 el parc Disneyland s'obre a Anaheim, Califòrnia, un complex propietat de Disney Productions amb una participació del 34,5 %, l'equivalent a 1/2 milió de dòlars. Al mateix temps, la producció televisiva continua amb la primera emissió d'ABC d'El club de Mickey Mouse.
El final de la dècada de 1950 va estar marcat per moltes activitats i desenvolupaments rendibles. Els ingressos del parc temàtic i les produccions permeten a Walt Disney Productions comprar el 9 de juny de 1957 el 31 % de Disneyland Inc per 528.810 dòlars. El 12 de novembre de 1957 les accions de Disney van sortir a borsa a la Borsa de Nova York. El 1959, Walt Disney va comprar el Golden Oak Ranch de Disney als afores de Los Angeles per 300.000 dòlars. El 6 de juliol de 1960, Disney compra el 34,5 % restant de Disneyland a ABC per 7,5 milions. L'informe anual de la Disney Company de 1960 mostra una pèrdua d1 1.342 milions de dòlars, 6 milions dels quals es van deure a l'inventari fiscal amb els següents ingressos: 46 milions d'ingressos per a Disneyland Park, 7 milions per a pel·lícules i 4,6 milions per a televisió. En l'àmbit comptable, l'evolució de l'empresa és visible, ja no és l'animació el motor de l'empresa. El 1961, es va crear Buena Vista International per gestionar les llicències, inclosa la de Winnie the Pooh.
Disney també es va embarcar en un altre projecte, el d'un segon parc temàtic. Entre 1961 i l'estiu de 1964, misteriosos compradors van adquirir 11.000 ha de terra a Florida i és Walt Disney qui està darrere d'aquestes compres estimades en 5 milions de dòlars. El 1962, els ingressos bruts de l'empresa van ascendir a 75.621 milions de dòlars amb un benefici net de 5.264 milions, benefici gairebé equivalent als ingressos bruts de l'any 1949. El 1964, l'estrena de la pel·lícula Mary Poppins va tenir un gran èxit artístic i comercial i el 3 de febrer de 1965, Walt Disney Productions va comprar WED Enterprises a Walt Disney per quatre milions de dòlars.
El 15 de desembre de 1966 Walt Disney va morir de càncer de pulmó a 65 anys. L'empresa continua amb les seves produccions en televisió, animació i cinema i decideix augmentar la divisió de parcs temàtics amb la compra de terrenys a Florida durant l'any 1964 llançant el projecte Walt Disney World Resort.

### 1966-1983: després de la mort de Walt Disney
Quan Walt Disney va morir el 1966, el seu germà gran Roy Oliver Disney va decidir continuar la feina de Walt, amb el suport d'una empresa amb un important capital financer. La gestió és proporcionada per Roy O., Donn Tatum i Card Walker, un trio anomenat Troïka. Aquest és un període que es podria qualificar de "transitori". L'empresa continua amb les seves activitats, però no apareix cap nou gran projecte.
El 1969 es va estrenar Amor de marieta i es va convertir en la pel·lícula més impoprtant de l'any i la primera entrega d'una sèrie de pel·lícules i pel·lícules de televisió. El 25 de juny de 1969, la filial de Walt Disney Educational Productions, destinada a la producció de "pel·lícules i materials educatius" es va crear dins de Disney mentre l'empresa va prendre consciència del seu capital històric amb la creació dels arxius de Walt Disney dirigits per Dave Smith al cor dels estudis i la seu de Burbank.
L'1 d'octubre de 1971, obre el Walt Disney World Resort a Orlando, Florida, inaugurat per Roy Oliver. Dave Smith recorda l'any 1998, un cost per al projecte de 400 milions de dòlars, però gràcies a les qualitats de Roy, l'empresa no presenta cap deute important. Roy mor poc després d'entrar el 23 de desembre. Card Walker pren el lloc de cap de l'empresa però sembla trobar-se sense un veritable decisor. El 1971, els ingressos pel cinema representaven més de la meitat del total de Walt Disney Productions però amb l'obertura de Walt Disney World i els mals resultats de les pel·lícules aquesta proporció va disminuir. El 1979, el cinema representa només el 20 % dels ingressos de l'empresa, la meitat dels quals consisteix en reestrenes.
El 1976, Walker va ser nomenat CEO, després PDG el 1980, càrrec que va mantenir fins a la seva jubilació el febrer de 1983, però va romandre en el càrrec fins a l'1 de maig per supervisar l'obertura de Tokyo Disneyland.
El març de 1977, Roy E. Disney, nebot de Walt, va renunciar a l'empresa a causa de diferents punts de vista sobre les produccions cinematogràfiques. En el moment de la seva marxa, té aproximadament el 3 % de les accions de Disney i amb altres membres de la família Disney que en tenen individualment menys del 2 % cadascun, el total familiar és de l'11 %.
El juny de 1979, dos mesos després de signar un contracte per al parc de Tòquio, Disney va fundar una filial al Japó. Walt Disney Pictures i la resta de la companyia continuen amb els projectes que Walt Disney va iniciar, però la innovació de Walt comença a trontollar. Hi ha poques produccions cinematogràfiques.
A partir de la dècada de 1980, l'empresa va recuperar una nova vida. El 1981, un estudi intern que inclou un inventari va establir que l'estudi tenia 250 llargmetratges, 456 curtmetratges d'animació i 27 anys de programes de televisió, la majoria dels quals no havien estat maig reemesos. Jim Jimirro, director del departament de nous mercats, va proposar a la direcció de la companyia Disney crear el seu propi canal de televisió. El projecte trigarà dos anys a veure la llum. El mateix any, Feld Entertainment obté els drets internacionals per a espectacles de patinatge sobre gel amb personatges de Disney, el primer espectacle de Disney on Ice es presenta el mateix any. El 8 de juliol de 1981, Walt Disney Productions compra a Retlaw Enterprises, propietat de la família Disney (la seva vídua i les seves dues filles), els drets del nom "Disney" per 46,2 milions de dòlars, així com el monorail i el tren de Disneyland.
La divisió de parcs d'atraccions inaugura l'1 d'octubre de 1982 un segon parc al Walt Disney World Resort, Epcot inspirat en una visió futurista de Walt Disney així com el parc Tokyo Disneyland al Japó el 1983. Tanmateix, la Oriental Land Company és la propietària del complex de Tòquio.
La divisió de cinema no es va quedar enrere i va estrenar la pel·lícula Tron l'any 1982, utilitzant per primera vegada imatges sintètiques generades per ordinadors. L'any 1983, l'empresa va reorganitzar les seves activitats creant filials especialitzades en gairebé tots els tipus de producció. L'1 d'abreil de 1983, Walt Disney Productions crea a partir del departament d'animació i pel·lícules (Imatges), Walt Disney Pictures una empresa de propietat total i una filial al 100 %. mentre que Walt Disney Television continua produint sèries de televisió, una activitat que existeix des de 1955. Aquest últim permet supervisar les necessitats de Disney Channel, un canal de televisió llançat als Estats Units el 18 d'abril de 1983.

### 1984-2005: l'època de Michael Eisner

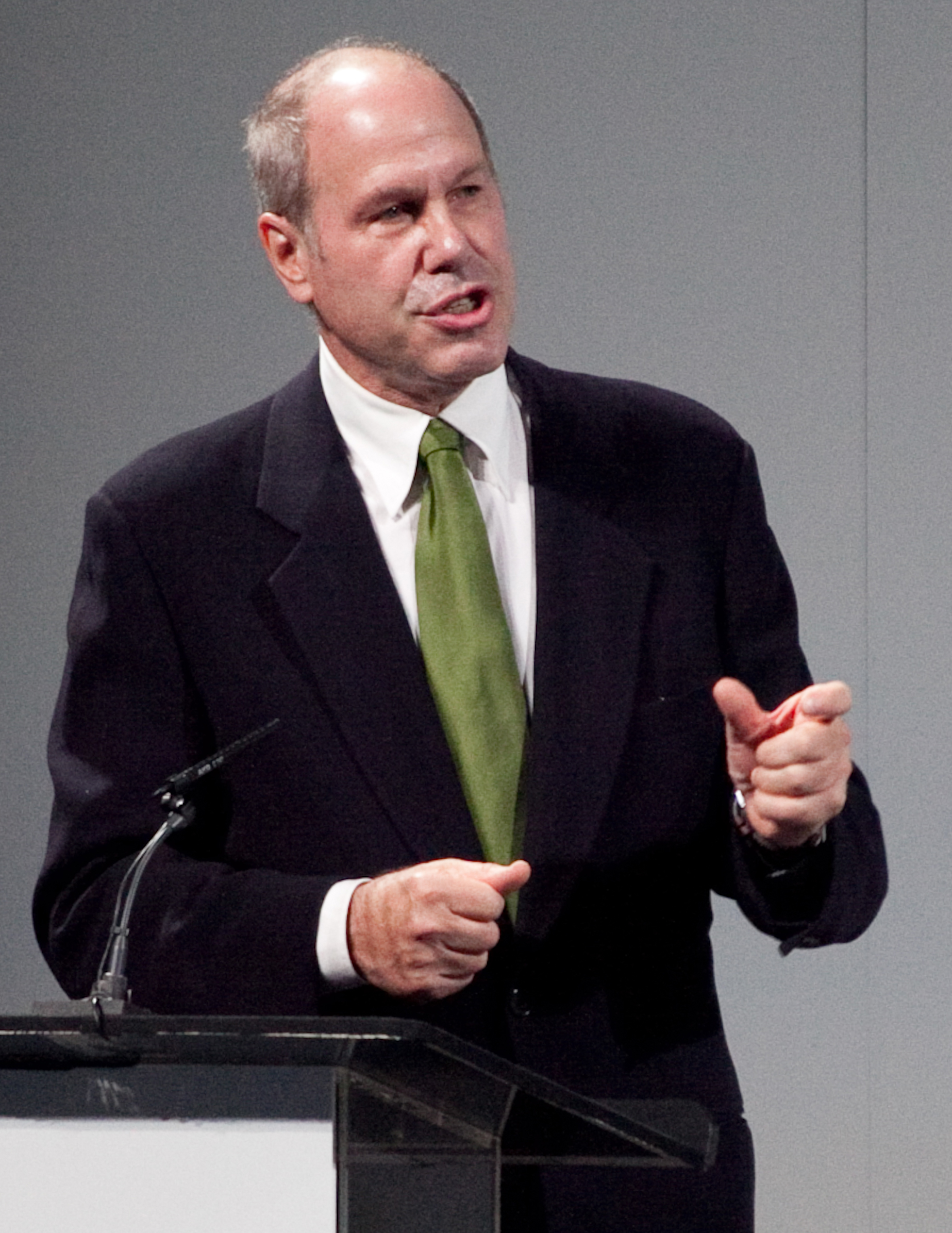
Michael Eisner l'octubre de 2010.

A principis de febrer de 1984, el New York Times fa una ullada als anys anteriors amb motiu de la creació del nou segell cinematogràfic Touchstone Films. El diari esmenta pèrdues de 27 milions de dòlars per a l'any 1982 i de 33 milions de dòlars per al 1983. Per a l'any 1982, el diari acumulava els mals resultats de les pel·lícules Els ulls del bosc (1981), una pel·lícula de suspens sobrenatural, La nit de la fugida (1981), una fugida en globus des d'Alemanya des de l'Est i Tron (1982). Per al 1983, la majoria consisteix en el mal resultat de The Fair of Darkness (1983) que va portar el segell Disney mentre que la pel·lícula Un home entre els llops per a la qual s'havia amagat la relació amb Disney va rebre una bona acollida. Per solucionar aquest problema, la companyia Walt Disney Productions va decidir crear un nou segell de cinema més per a adults, Touchstone Pictures, amb la primera pel·lícula Splash, que es va estrenar el 9 de març de 1984.

#### 1984-1989: reconquesta del gegant

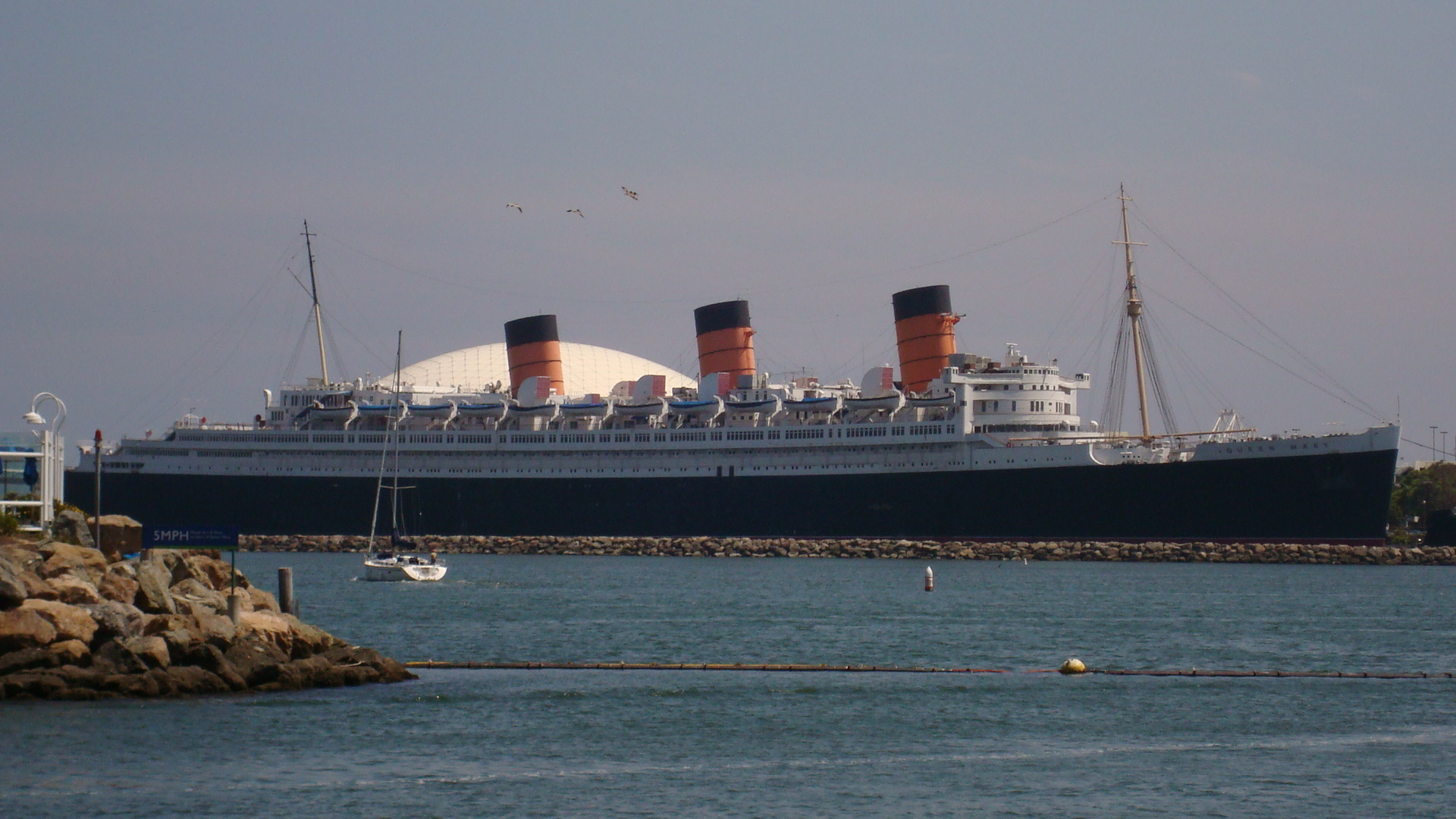
El complex al voltant del Queen Mary de la Wrather Corp es va comprar el 1988 i després es va vendre.

A partir de 1984, la companyia Walt Disney Productions va ser l'objectiu d'una oferta pública d'adquisició per part de grups financers especialitzats en vendes per lots liderats per Saul Steinberg. L'empresa de Steinberg anomenada MM Acquisition Corporation i propietat de Reliance Group Holdings va llançar el 8 de juny de 1984 una oferta a 67,50 dòlars per acció. Per contrarestar aquest intent, Disney havia comprat l'empresa Arvida Corporation el 6 de juny de 1984 per 200 milions de dòlars. La compra per part de Disney va ser motivada per la voluntat de diluir la quota de Disney, ja que l'adquisició va fer que Bass Brothers adquirís un 5,9 % a Disney. L'11 de juny, Disney va comprar 4,2 milions d'accions de Reliance (és a dir, 11,1 % del capital) per 328 milions de dòlars. Posteriorment, el consell d'administració de la societat accepta l'entrada de grups financers al seu capital. La gestió de Disney va demanar ajuda a Michael Eisner i Frank Wells, el primer serà nomenat CEO i el segon CFO, a partir del 23 de setembre. Michael Eisner va ser president de Paramount Pictures i va originar la sèrie Indiana Jones. Amb aquesta arribada, l'empresa agafa un segon vent i s'embarca en molts projectes.
A partir de mitjans dels anys 80, l'empresa es va diversificar i es va internacionalitzar cada cop més. El setembre de 1984, la Disney Development Company es va formar per dissenyar, planificar, gestionar i desenvolupar les propietats immobiliàries de Disney no temàtiques La seva activitat prové en part de les activitats d'Arvida i el primer responsable és Peter Rummell, antic responsable d'Arvida.
The Walt Disney World Company adquireix, per iniciativa de Michael Eisner, la col·lecció d'art africà de Paul Tishman, un promotor immobiliari de Nova York que després passa a anomenar-se Walt Disney-Tishamn. El 1985, Disney també va llançar una divisió de televisió per Touchstone amb la sèrie The Golden Girls.
El 6 de febrer de 1986, la companyia pren el nom de The Walt Disney Company després del canvi de direcció i accionistes el 1984 mentre que durant l'any WED Enterprises es converteix en Walt Disney Imagineering.
L'any 1987, Disney va concloure un acord amb l'Estat francès per a la creació d'una zona d'oci a les portes de París, Euro Disney Resort. Arvida Corporation es ven a JMB Realty Corporation per 404 milions de dòlars. A més, s'obre la primera Disney Store el 28 de març de 1987 a la Glendale Galleria de Glendale Califòrnia, no gaire lluny de la seu de Disney a Burbank.
El 21 de gener de 1988, Disney signa la compra de les possessions de la Wrather Corp per 161 milions de dòlars i 89 milions de dòlars en deute. L’hotel Disneyland i el complex al voltant del Queen Mary passen a la cartera de Disney. El 20 d'abril de 1988, Disney compra l'empresa de comandes per correu Childcraft Education Corporation a Grolier Inc. per 52 milions de dòlars, fusionada amb Disney Direct. El maig de 1988, la filial italiana, Creazioni Walt Disney va ser rebatejada com a Walt Disney Company Italia. L'estudi també va tornar a tenir èxit per les seves pel·lícules d'animació, La Sireneta es va estrenar el 1989. Mentre que el segell musical Disneyland Records passa a anomenar-se Walt Disney Records. El 6 de novembre de 1989, 51 % dels 170 milions d’accions d’Euro Disney SCA s'emeten a la borsa francesa al preu inicial de 72 FF, el 49 el % restant és propietat de Disney.

#### 1990-1999: nova edat d'or
Els primers anys 90 van ser un període pròsper per a l'empresa, les accions de la qual van entrar al Dow Jones el 6 de maig de 1991, en substitució de la companyia U.S. Steel. En la majoria de les seves àrees d'activitat, va aconseguir diversos èxits com La bella i la bèstia (1991), Aladdin (1992) i The Lion King (1994). El 18 de juliol de 1990, es crea un nou estudi, Hollywood Pictures. La primera Disney Store fora dels Estats Units obre a Londres el dia 11 de novembre de 1990 al carrer Regent. El 1991, es va fundar l'editorial Hachette Books. El 13 de setembre de 1991, Disney compra la revista de divulgació científica Discover al grup Family Media, que cessa les seves activitats.

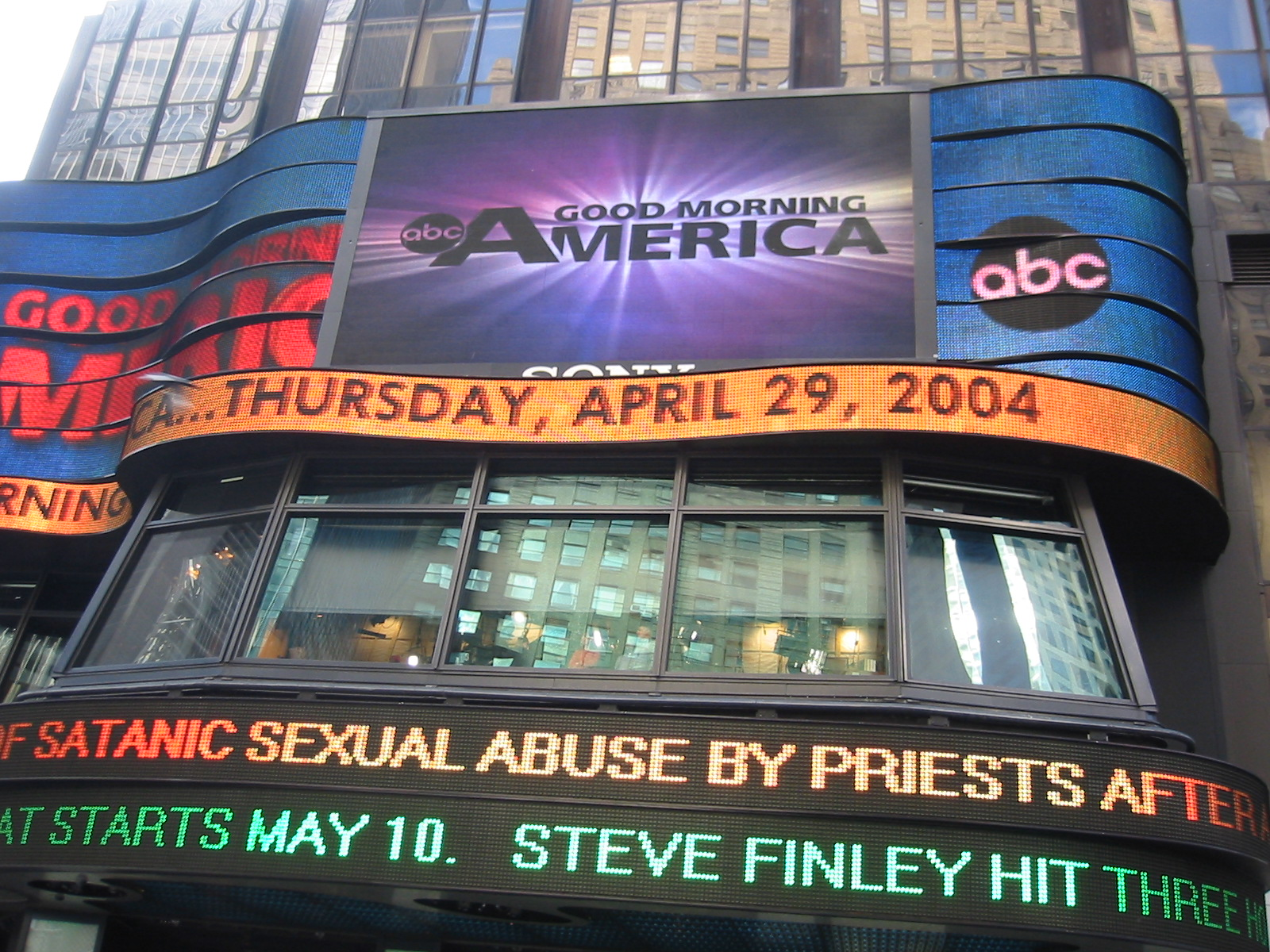
Times Square Studios d'ABC.

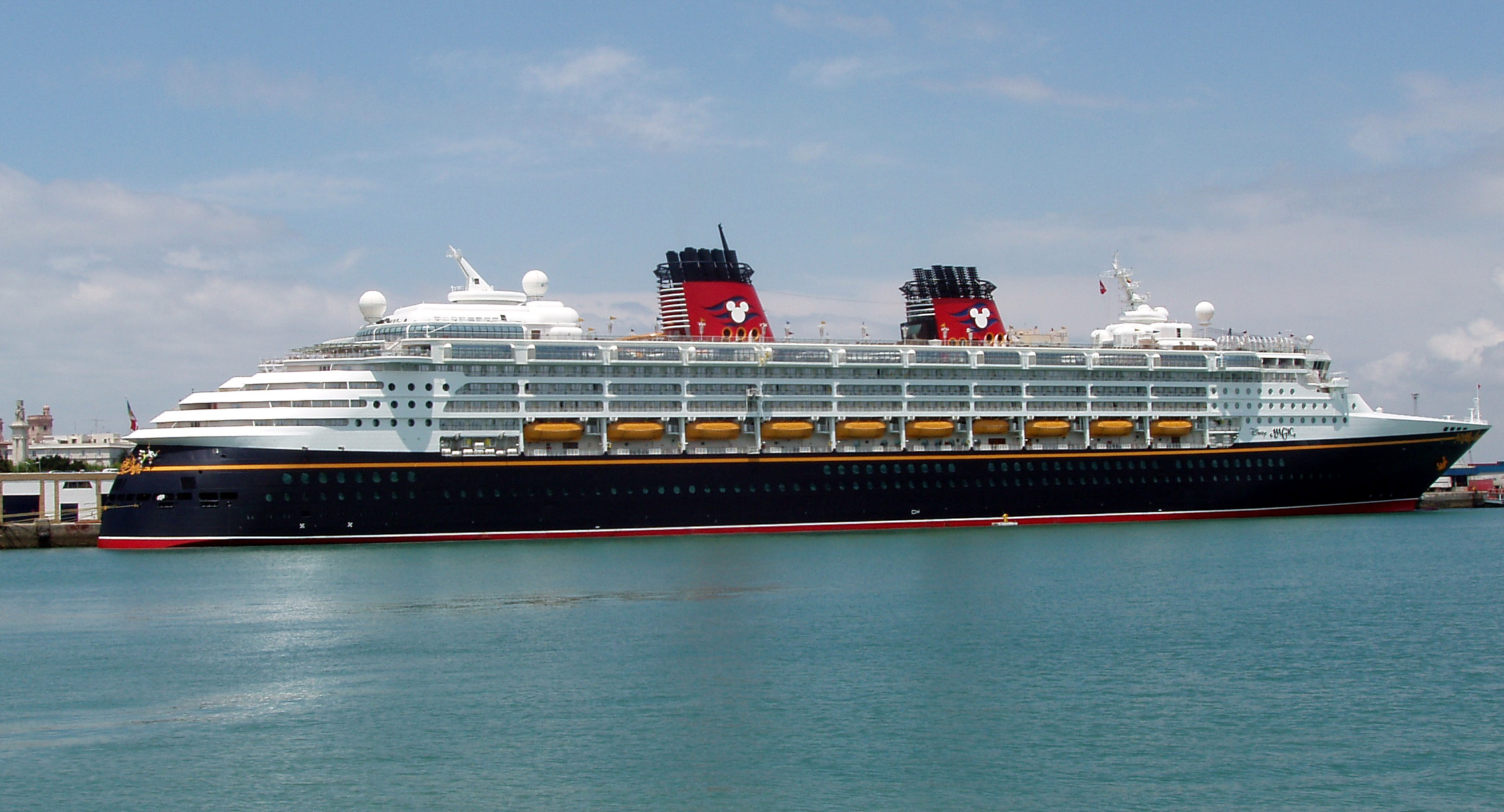
El Disney Magic, el primer creuer de la Disney Cruise Line.

El 12 d'abril de 1992, Disney obre el primer parc Disney d'Europa, Euro Disneyland. El 30 de setembre de 1992, Disney's Filmed Entertainment Group, el futur Walt Disney Motion Pictures Group es converteix en el primer estudi que arriba als 500 milions de dòlars en vendes en un sol any. El 30 de setembre de 1992, Disney va revendre les propietats de Long Beach de l'antiga Wrather Company al municipi. El 9 de desembre de 1992, Disney obté de la NHL una franquícia que es convertirà en els Anaheim Ducks.
El 30 de juny de 1993, Disney compra Miramax Films,per 80 milions de dòlars als germans Weinstein que segueixen sent directors. Miramax es converteix en el braç de cinema independent de Disney. L'èxit d'aquesta filial és molt important per la llibertat d'acció que van deixar als germans Weinstein. Tots els competidors de Disney també crearan estudis per a pel·lícules independents. Per ajudar a finançar altres adquisicions i projectes, Disney emet bons el 21 de juliol de 1993 i recapta 300 milions de dòlars.
No obstant això, l'any 1994, la mort de Frank Wells en un accident d'helicòpter el 3 d'abril i la sortida a l'octubre de Jeffrey Katzenberg, que va marxar per fundar el seu propi estudi DreamWorks SKG, van marcar l'inici de diversos contratemps. El parc europeu no aconsegueix els seus objectius i el deute pesa sobre el grup. El 4 de novembre de 1994, la primera Disney Gallery s'obre al centre comercial Mainplace Santa Ana a Califòrnia. El desembre de 1994 es va fundar Disney Interactive com a filial del mercat dels videojocs.
El 1995, Disney va invertir a Alemanya i el 28 d'abril de 1995 va veure el llançament del canal Super RTL, propietat a parts iguals de RTL Group i Disney (50 % -50 %). el 31 de juliol de 1995, la companyia anuncia la seva intenció d'adquirir Capital Cities-ABC així com la seva filial a 80 % ESPN Inc per 19.000 milions de dòlars. Capital Cities-ABC inclou, a més de la cadena de televisió ABC, ESPN, 4 diaris importants, Fairchild Publications i diverses participacions. Els accionistes aproven la fusió el 4 de gener en una convenció especial a Nova York i la compra es finalitza el dia 9 de febrer de 1996. El 18 de maig de 1995, Disney pren el control del 25 % de l'equip de beisbol dels California Angels i al novembre el van rebatejar Anaheim Angels. L'equip es compra íntegrament el 15 de maig de 1996. Però pel·lícules d'animació com Pocahontas (1995) no van tenir l'èxit esperat.
El febrer de 1996, amb l'èxit del parc de Florida i la compra de Gorda Cay, Disney va crear una filial per als creuers de Disney Cruise Line. Durant 1996, Disney va comprar l'estudi Jumbo Pictures. El maig de 1996, Disney va comprar l'estudi d'efectes visuals Dream Quest Images i Walt Disney Imagineering es va fusionar amb la Disney Development Company per unir els serveis creatius, de disseny, planificació, immobiliari i gestió de projectes de Disney sota un nom de Walt Disney Imagineering, Rummell esdevenint el CEO de la nova entitat. El mateix mes, la Walt Disney Company i McDonald's van signar un contracte d'exclusivitat internacional per a Disney el 23 de maig per a les joguines que s'ofereixen a Happy Meals. L'11 de juliol de 1996, l’ESPN Club s'obre a Disney's BoardWalk, és un preconcepte per a les futures zones ESPN.
El 24 de febrer de 1997, Disney signa un acord amb Pixar per coproduir amb Disney cinc llargmetratges d'animació totalment generats per ordinador i la compra per part de Disney de 5 % de participació a Pixar. El 3 d'abril de 1997, Disney es va embarcar en la bombolla d'Internet entrant al capital de Starwave Corporation, una empresa editorial multimèdia. El 4 d'abril Disney va revendre els 4 diaris (antigament Capital Cities) a Knight Ridder per 1.650 milions de dòlars. L'abril de 1997, Disney va trencar el seu contracte amb Cinergi Pictures i va comprar la majoria de les pel·lícules del catàleg. El 21 de juliol, Disney va comprar el segell musical independent Mammoth Records. El 3 de setembre de 1997, Disney va comprar el Classic Sports Network que es va convertir en ESPN Classic. El 2 de desembre Disney publica el seu primer DVD.
L'any 1998, la companyia Disney es va dividir en tres parts Broadcasting, Creative Content i Parks and Resorts es reorganitza en cinc divisions: Disney Media Networks, Walt Disney Studios Entertainment, Walt Disney Parks and Resorts, Disney Consumer Products i Walt Disney Internet Group (WDIG). Al mateix temps, el 19 de juny les accions es divideixen a raó de tres per una. La divisió de productes de consum va sorgir de Creative Content, que després incloïa totes les produccions, ja fossin cinematogràfiques, televisives, informàtiques o de premsa. L'1 de gener de 1998, es va llançar el primer dels dos vaixells de Disney Cruise Line, el Disney Magic, i es va encarregar el 30 de juliol. El 8 de gener de 1998, es va obrir el primer McDonald's en un complex de Disney al Downtown Disney Marketplace. El 18 de juny, Disney anuncia plans per comprar el 43 % d’Infoseek. El 12 de juliol de 1998 es va obrir la primera Zona ESPN a Baltimore El 14 de juliol de 1998, Disney cancel·la el projecte del canal ESPN West que havia d'emetre a Califòrnia els jocs dels equips propietat de Disney Mighty Ducks of Anaheim i els Angels de Los Angeles i crear el primer canal regional d’ESPN i competir amb Fox Sports Networks. L'adquisició d'Infoseek està finalitzada el 18 de novembre de 1998 amb a canvi l'adquisició de Starwave Corporation per Infoseek. El musical The Lion King s'estrena el 20 de desembre al Japó i marca el naixement de Walt Disney Theatrical Productions.
L'1 de gener de 1999, es va llançar el segon vaixell de Disney Cruise Line, el Disney Wonder, i es va posar en marxa el 15 d'agost. El 25 de febrer, Robert Iger, llavors president d'ABC, també va assumir el càrrec de cap de la nova filial Walt Disney International. El 10 de maig, Disney reorganitza la seva divisió editorial, el Buena Vista Publishing Group es converteix en Disney Publishing Worldwide i s'adhereix a la divisió de productes de consum de Disney mentre Hyperion Books es converteix en una subsidiària d'ABC. L'agost de 1999, WDIG va comprar el 60 % deSoccernet a Daily Mail i General Trust. El 24 d'agost, Disney va vendre Fairchild Publications, l'última peça no estratègica de Capital Cities, a Advance Publications.

#### 2000-2005: entrada al segle XXI

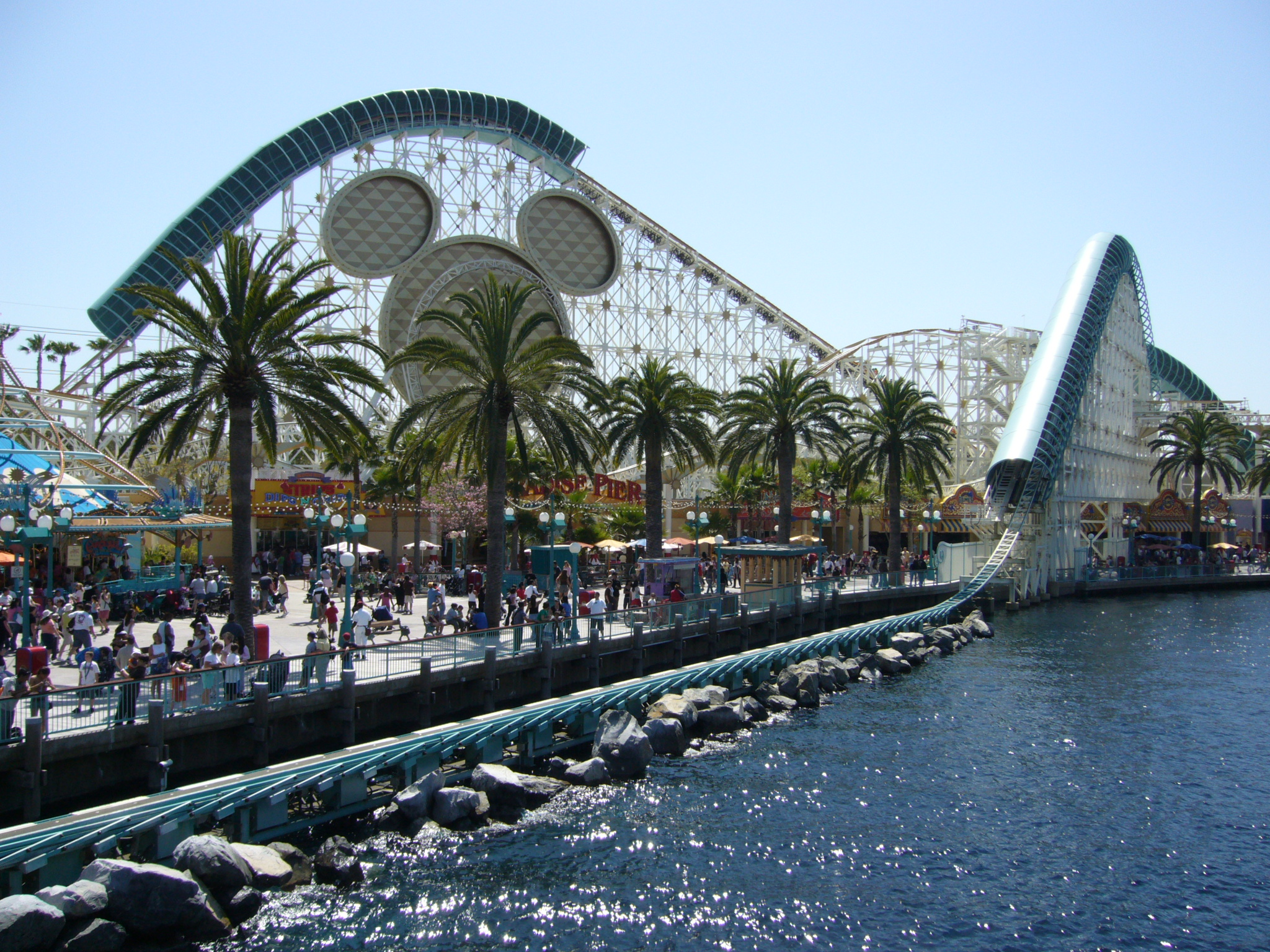
La muntanya russa California Screamin al Disney California Adventure Park.

El període 1999-2001 marca un canvi en la progressió de Disney. Diversos factors en són la causa. Disneyland's Tomorrowland(1998) i Disney's California Adventure Park (2001), pensats com el nou paradigma de la qualitat dels parcs Disney, no compleixen les expectatives ni dels aficionats ni dels visitants corrents. També es va obrir un segon parc al Japó, Tokyo DisneySea el setembre de 2001, així com a França els Walt Disney Studios el març de 2002.

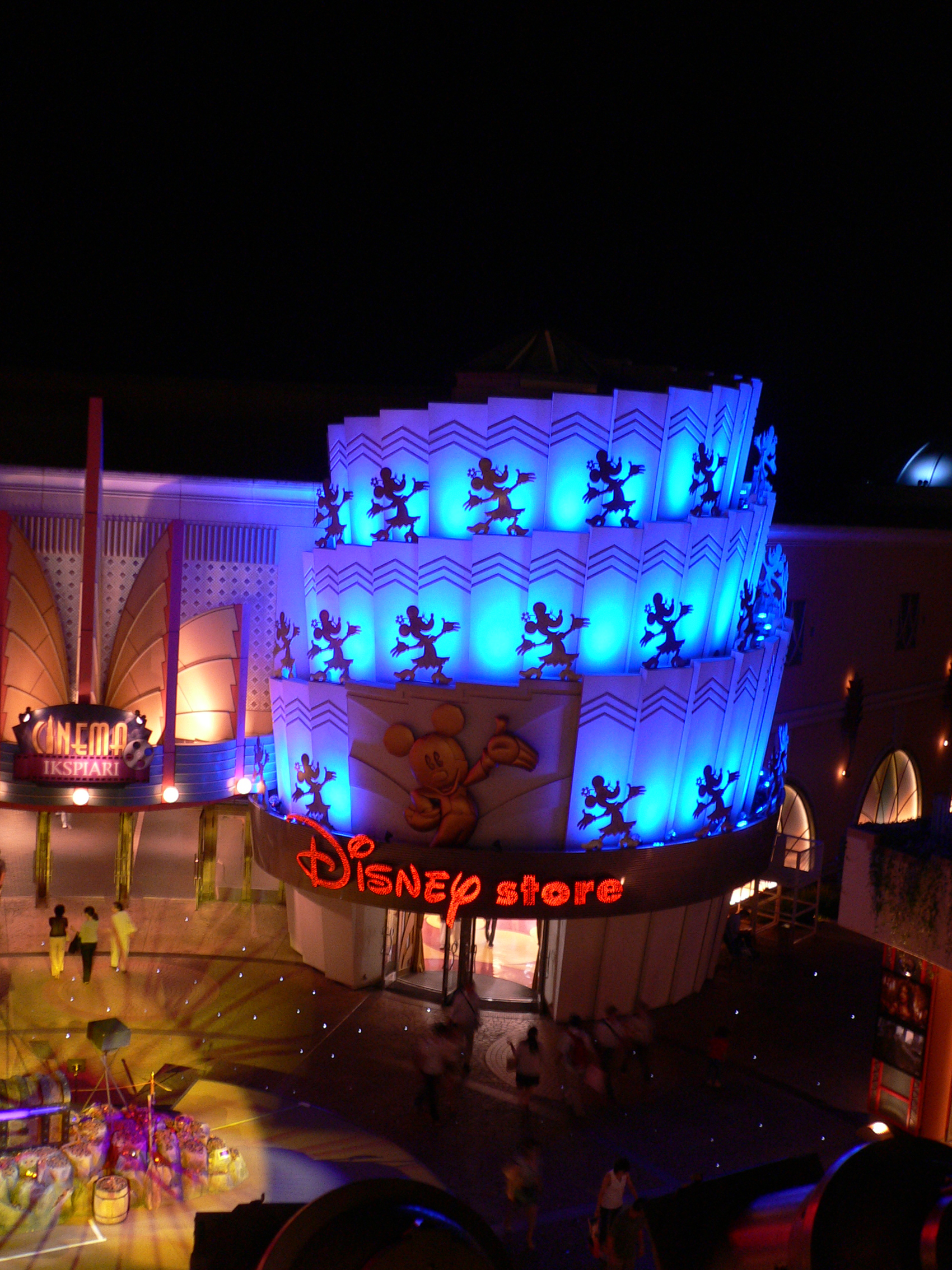
La botiga Disney de Tòquio Disneyland, venuda juntament amb les botigues japoneses al propietari del parc OLC.

Les botigues Disney Store, que s'han tornat menys rendibles per la venda paral·lela de productes Disney a les grans cadenes comercials, es revenen (excepte a Europa). La fi de la bombolla d'Internet obliga Disney a revisar la seva activitat relacionada amb aquest mitjà. El WDIG va passar a formar part de la divisió de Disney Media Networks. Els atemptats de l'11 de setembre de 2001 van afectar profundament el sector turístic i els ingressos dels parcs Disney van caure.
L'any 2000, Disney va dissoldre l'estudi Jumbo Pictures. No obstant això, segueix comprant i distribuint la sèrie produïda per l'estudi recreada pels antics directors d'aquesta companyia i anomenada Cartoon Pizza. El 8 de juny, Disney va vendre Ultraseek Corporation per 153 milions de dòlars a Inktomi. A la primavera de 2001, Disney va vendre les seves accions d'Eurosport per 93 milions de dòlars. Tanmateix, Disney està fent algunes inversions. el 3 d'agost WDIG compra el 40 % restant de Soccernet i l'octubre es llança en col·laboració amb eBay el lloc de subhastes de Disney. Al setembre, Disney es va aventurar al capital de risc fundant l'empresa Steamboat Ventures.
A més, durant aquest període, l'audiència de la cadena ABC baixa. Per resoldre el problema de l'ABC, Disney està buscant ampliar la xarxa. El 23 de juliol, Haim Saban i News Corporation anuncien que han arribat a un acord per vendre Fox Family Worldwide a Disney per 5.300 milions de dòlars, més tard rebatejat com ABC Family. La presa de possessió es va concretar el 24 d'octubre. Per cert, Disney aconsegueix el catàleg de Saban Entertainment. Aleshores Disney va prendre el control de Jetix i va aprofitar la situació per llançar una campanya per reestructurar el seu negoci de distribució televisiva: explota el nombre de canals Disney o filials de l'empresa. ABC, Disney Channel i ESPN passen de canals simples (un o dos) a paquets de canals reals disponibles en diversos països. El novembre, Disney va comprar la Baby Einstein Company per 25 milions de dòlars.
L'1 d'abril de 2022, Disney ven totes les botigues de Disney al Japó a OLC, operador de Tòquio Disneyland per 51 milions de dòlars. El 12 de juny de 2002, Disney signa una associació per 1.000 milions de dòlars amb OMD, una filial d’Omnicom, per a la distribució d'anuncis.
El 25 de març, Disney i Bank One creen als Estats Units una targeta de crèdit Visa que ofereix, avantatges a les botigues i parcs de Disney. El maig de 2003, Disney va anunciar que el nombre de visitants a les botigues Disney superava el dels seus parcs temàtics i que a causa de la competència s'estaven considerant diverses opcions, inclosa la venda de botigues nord-americanes i europees. El 21 de maig de 2003, Disney reven els Àngels de Los Angeles d'Anaheim per 180 milions de dòlars a Arte Moreno, un financer Fènix. A finals de setembre de 2003, Disney va llançar un servei de vídeo sota demanda anomenat MovieBeam, utilitzant un descodificador específic. El febrer de 2004 Disney va sofrir un intent d'adquisició per part de l'operador de cable Comcast de 54.000 milions de dòlars que Michael Eisner hauria rebutjat sense demanar consell al consell; que hauria precipitat la seva caiguda. El 17 de febrer de 2004, Disney va comprar els drets i el catàleg de The Muppets and Tiberius and the Blue House Bear in the Big Blue House per 68 milions de dòlars.

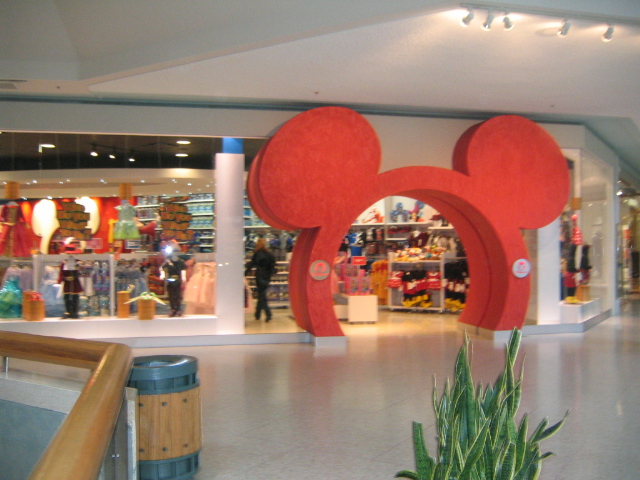
Una botiga de Disney renovada segons The Children's Place.

Tanmateix, l'empresa va experimentar problemes de gestió a partir del 2004. Michael Eisner, artífex de la reactivació dels anys 1980-1990, és interpel·lat per les seves últimes decisions. El consell d'administració va decidir no renovar el seu càrrec com a conseller delegat per al 2005 i Robert Iger va ser nomenat llavors president.
El 15 de maig de 2004, Disney compra The Muppets a The Jim Henson Company, creant una nova filial "Muppets Holding Company", una empresa vinculada a Disney Consumer Products i rebatejada com a "The Muppets Studio" l'abril de 2007. El novembre de 2004, Disney va comprar els actius de CrossGen Comics, una empresa especialitzada en còmics fantàstics. El 21 de novembre de 2004, la venda de les botigues nord-americanes de Disney a The Children's Place és efectiva, Disney rebent 100 milions de dòlars per l'intercanvi del capital flotant.
El 25 de febrer de 2005, Disney anuncia la seva intenció de revendre la seva llicència a Henry Samueli. El 29 de març de 2005, Disney i els germans Weinstein arriben a un acord, Disney conserva la marca Miramax i els catàlegs de Miramax i Dimension Films mentre que els germans Weinstein recuperen la marca Dimension Films. Els dos germans poc després van crear un nou grup de mitjans, The Weinstein Company, al voltant de Dimension Films. Miramax es converteix en un dels segells de Buena Vista Entertainment.
El 20 de juny de 2005, s'acaba la venda dels Mighty Ducks i Disney rep 26 milions de dòlars que després de la venda l'any 2003 dels Angels of Anaheim provoca la dissolució de la filial Anaheim Sports. El 23 de juny de 2005, Disney Consumer Products ha deixat de buscar comprador per a les 105 Disney Stores europees. El 28 de juny de 2005, tres podcasts (ABC News, Disney Online i ESPN.com) es llancen a iTunes arran d'un contracte entre Disney i Apple. El 6 de juliol de 2005, Disney anuncia la creació dels serveis de telefonia mòbil Disney Mobile i Mobile ESPN. El 22 de juliol de 2005, Disney anuncia que l'adquisició de Fox Family Worldwide ascendeix a 5.200 milions de dòlars, una quantitat superior a la prevista inicialment (menys de 4). El 23 d'agost de 2005, Baby Einstein va crear Little Einstein, una gamma de productes per a nens de 3 a 8 anys. La línia Disney Fairies s'estrena el 29 d'agost de 2005 amb la publicació del llibre Fairy Dust and the Magic Egg de Gail Carson Levine, El 10 de setembre s'anuncien begudes per a nens amb personatges de Disney, amb un acord de llicència a la companyia britànica Calypso Soft Drinks. La gamma Indesign Disney de mobles de Disney construïda per Masonite es llança exclusivament a l'American Home Depot.

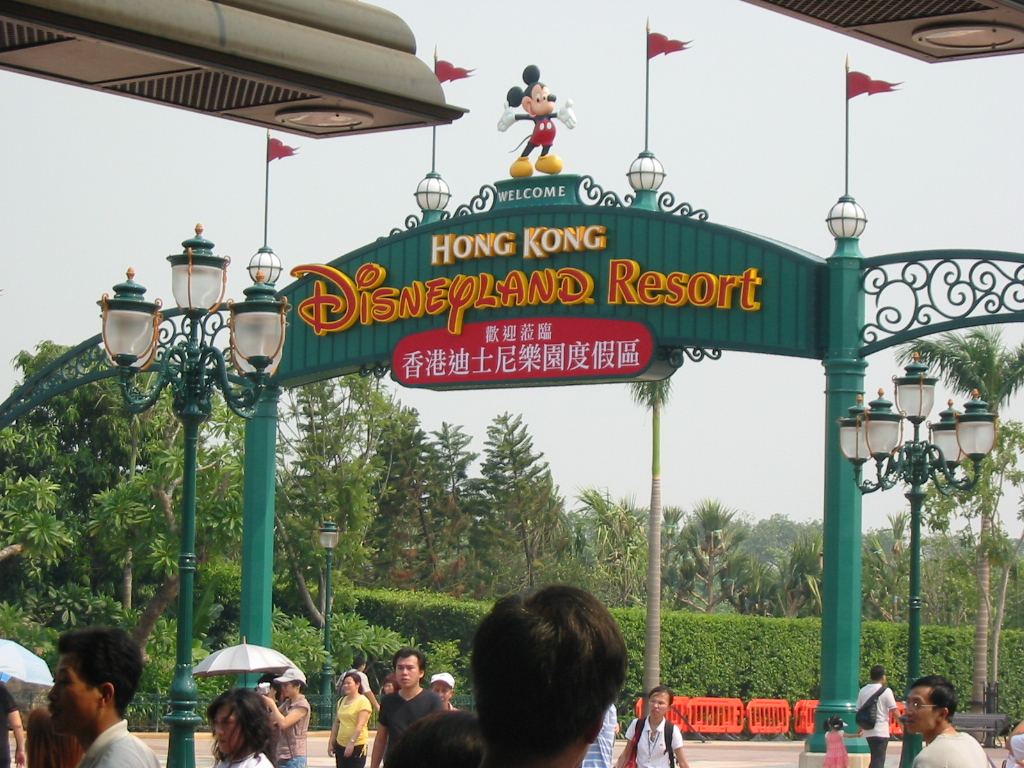
Entrada al Hong Kong Disneyland Resort, inaugurat el setembre de 2005.

El 6 de setembre de 2005, el Buena Vista Music Group signa un acord amb EMI Group per a la distribució de produccions a Europa, Àfrica i Orient Mitjà. El 13 de setembre de 2005, Disney anuncia que vol triplicar el nombre de Disney Stores a la Xina en els propers 5 anys. El 21 setembre 2005, el Disney-ABC Cable Network Group signa un acord amb Verizon per a la difusió en el servei estès de fibra òptica FIOS de 12 canals de Disney, inclosos 7 canals ESPN, ABC Family i ABC News Now.

### 2005-2020: Robert Iger

#### 2005-2010: Compra de Pixar i reorganització als mitjans

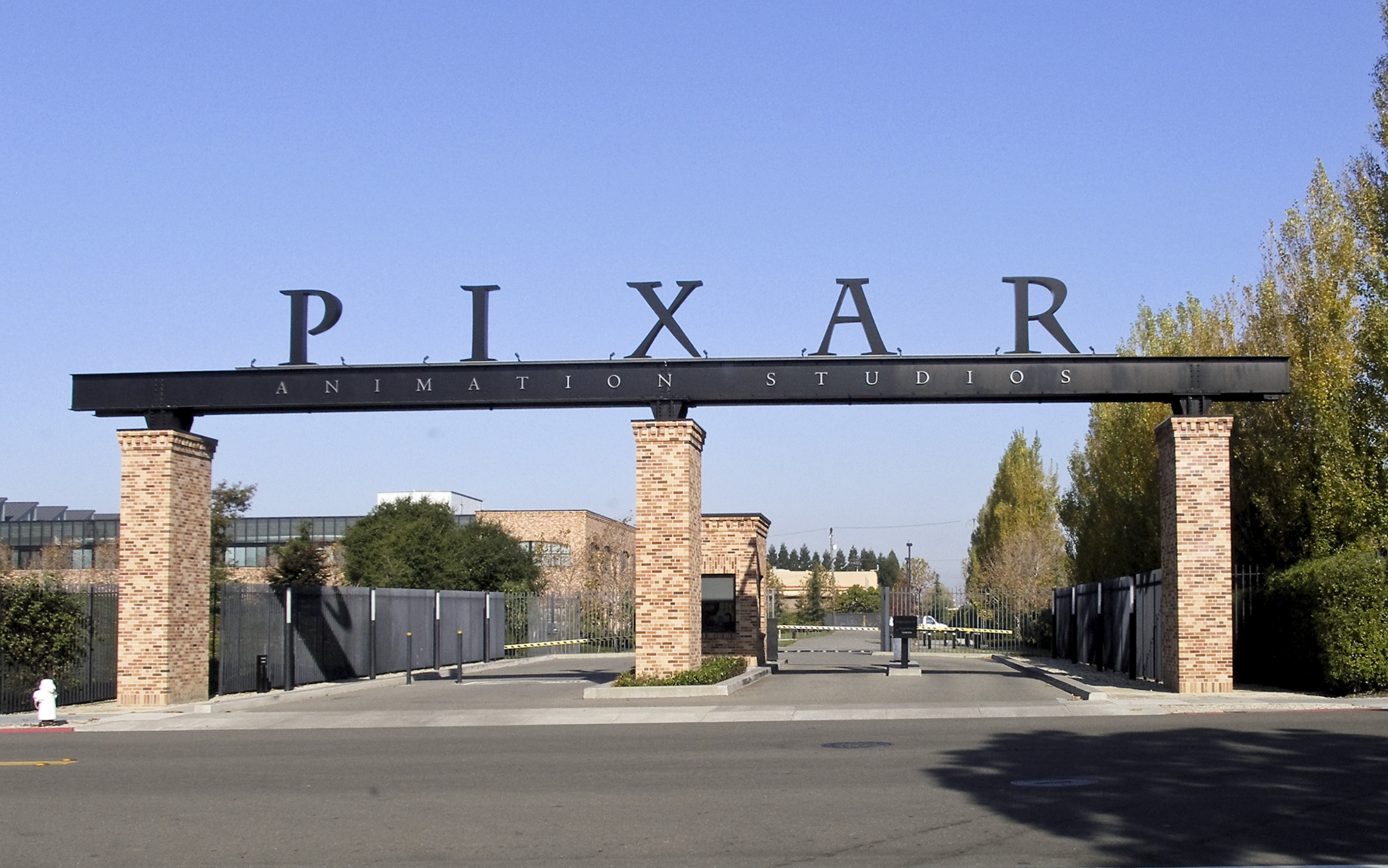
Portal d'entrada de Pixar Studios.

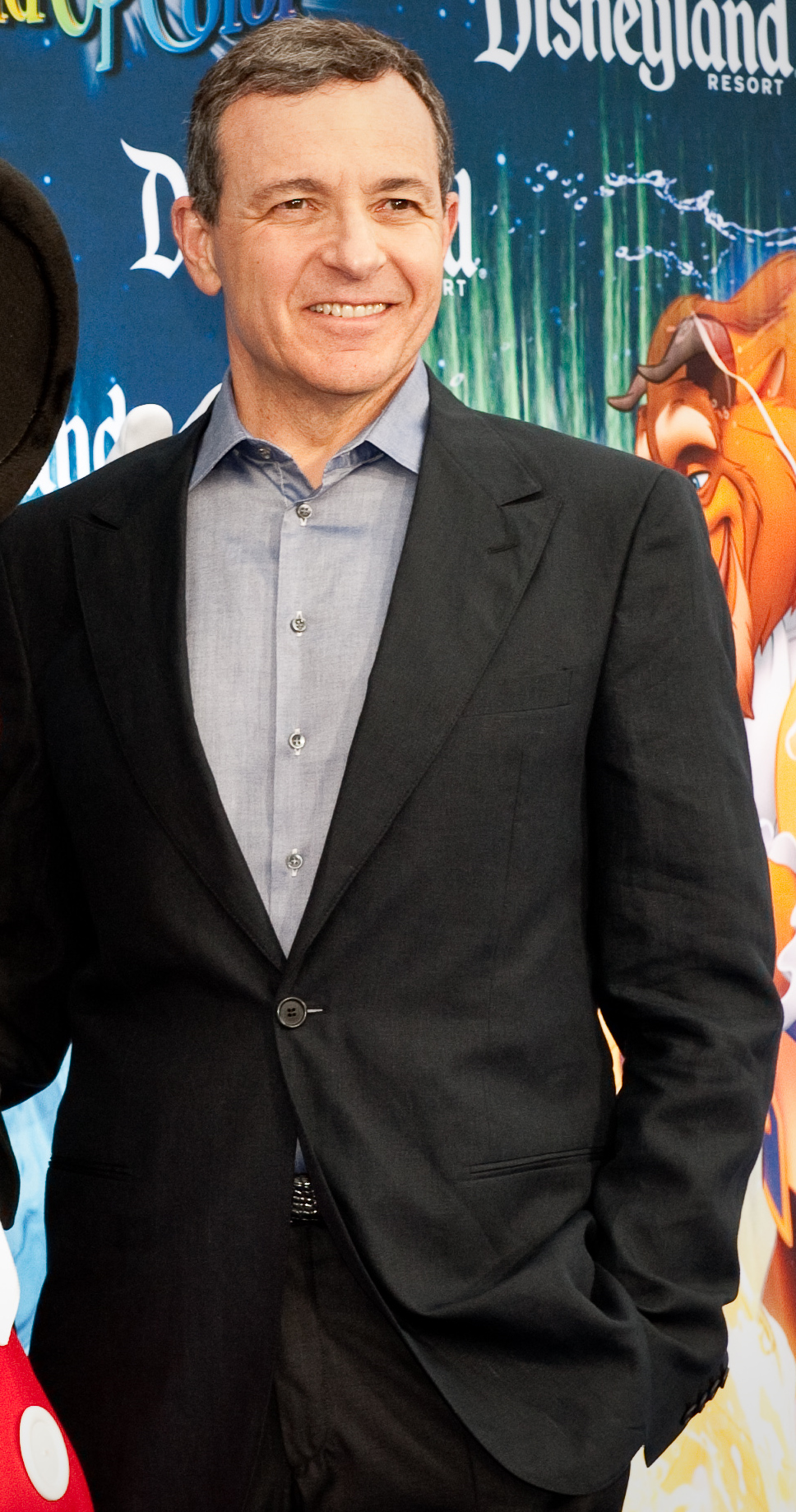
Robert Iger a l'estrena de Disney's World of Color al Disney California Adventure Park. (juny de 2010)

El 7 d'octubre de 2005, Disney ven la revista Discover per 13 milions de dòlars. El 12 d'octubre de 2005, Disney llança a iTunes la descàrrega dels episodis de la sèrie d'ABC i Disney Channel. El 19 d'octubre de 2005, WDIG adquireix Living Mobile, una editorial alemanya de videojocs amb seu a Múnic i Praga. El 12 de setembre de 2005, obre el primer parc Disney de la Xina, Hong Kong Disneyland. El 25 de setembre de 2005, Disney anuncia una pèrdua de 68 milions de dòlars després de la fallida de Delta Air Lines anunciada el 14 de setembre. L'1 de novembre de 2005, els rumors a la premsa anuncien que Disney es prepara per comprar Pixar en comptes de renovar el seu contracte de distribució exclusiva. El 23 de novembre, les accions de l'empresa italiana Mondo TV augmenta un 3 % seguint informació sobre una possible presa de control per part de Disney, però res no ha arribat a confirmar aquest rumor. No obstant això, en la mateixa data Disney va vendre la seva participació en un canal espanyol de cable per 57 milions de dòlars. El 8 de desembre de 2005, Disney i la seva divisió de distribució Walt Disney Home Entertainment anuncien que donaran suport al format Blu-ray.
El 3 de gener de 2006, el Disney-ABC Cable Network Group i ESPN afegeixen serveis de vídeo sota demanda al contracte entre Disney i Verizon Communications. El 24 de gener de 2006, Disney anuncia el llançament d'una operació de borsa destinada a comprar Pixar per aproximadament 7.400 milions de dòlars, la meitat mitjançant un intercanvi d'accions. La taxa anunciada és de 2,3 accions de Disney contra una de Pixar. En aquesta ocasió Steve Jobs (cofundador d'Apple), CEO de Pixar i accionista de 50,6 % del capital de la companyia, s'hauria de proposar (a petició d'aquesta) per a la nominació dels accionistes de Disney com a conseller independent. El 6 de febrer de 2006, en publicar els seus resultats trimestrals, Disney va anunciar la fusió de les xarxes d'emissores de ràdio d’ABC Radio i Citadel Broadcasting. El conjunt anomenat Citadel Communications serà gestionat per Citadel, però la propietat del 52 % dels accionistes de Disney. L'import de la transacció ascendirà a 2.700 milions de dòlars a favor de Disney. Mobile ESPN no va trobar la seva audiència i es va convertir en un servei senzill el febrer de 2007. El 13 de febrer de 2006, després de l'anunci de la sortida d'Al Michaels, comentarista esportiu d’ESPN per a la cadena NBC, afiliada a Universal, la Walt Disney Company declara haver negociat a canvi la recuperació dels drets sobre Oswald el conill de la sort. El 9 de març de 2006, Walt Disney International anuncia la creació de la Walt Disney Company (Rússia) per gestionar els interessos de Disney a Rússia, una filial oberta l’1 d'abril a Moscou. El 13 de març de 2006, ESPN llança el seu primer canal al Regne Unit, sota el nom d’ESPN Classic però que és una variació d’ESPN Classic Sport. El 6 d'abril de 2006, el servei Disney Mobile es transforma en un operador de xarxa virtual mòbil. El 5 de maig de 2006, Disney anuncia que ha completat la compra d'accions de Pixar. Els estudis d'animació de les dues companyies s'agruparan a partir de l'estiu del 2006 sota la direcció d'Edwin Catmull i John Lasseter de Pixar.
L'11 de juny de 2006, Disney va llançar la companyia Disney Jeans a l'Índia abans d'expandir-se als mercats d'Àsia i Europa. El 9 de juny de 2006, Disney signa diversos acords per vendre fruita sota la marca Disney a les cadenes de botigues europees: a Anglaterra, Tesco ven mandarines i després pomes i plàtans, a França Carrefour ofereix mini-tomàquets i a Alemanya, Metro AG ven mini-plàtans. El 21 de juny de 2006, ESPN i ABC obtenen els drets per emetre 110 jocs anuals de la Big Ten Conference durant 10 anys, fins al 2017. El 26 de juny de 2006, George Mitchell ha confirmat que està en converses amb els funcionaris de la ciutat de Xangai per a un segon parc a la Xina que, segons ell, no influiria en l'assistència del de Hong Kong. El 28 de juliol de 2006, Disney anuncia la signatura d'un contracte que preveu la compra del canal indi d’Hungama TV a UTV per 30 milions de dòlars, així com la compra de 14,9 % de UTV Software Communications per 15 milions, una empresa que produeix programes de televisió, pel·lícules d'animació i pel·lícules tipus Bollywood. El 4 d'agost de 2006, ESPN obté durant 8 anys els drets d'emissió a ESPN2 dels 29 partits anuals de la Major League Soccer, fins al 2014.
El 22 de novembre de 2006, Disney signa un acord amb Comcast, comprant aquesta última el 40 % d'E! Entreteniment en poder de Disney per 1.230 milions de dòlars a canvi de la distribució dels canals de Disney: Disney Channel, ABC Family, Toon Disney, ESPN, SOAPnet i el llançament d'ESPN Deportes. A més, Comcast pot utilitzar produccions de Disney, incloses les de Walt Disney Pictures, Miramax Films i Touchstone Pictures, al seu servei de vídeo a la carta. El mateix dia, Disney va anunciar una ampliació a tots els continents del seu contracte nord-americà amb l'empresa de sabates Crocs per a la línia de sabates esportives Crocs Disney. El 5 de desembre de 2006, ESPN International va prendre el control de NASN, un canal europeu dedicat a l'esport nord-americà, per la suma de 80 milions de dòlars, més tard rebatejat com a ESPN America.
El febrer de 2007, Verizon Wireless va oferir el servei ESPN Mobile i el canal ESPN va estar disponible al servei de televisió mòbil MediaFLO de Qualcomm. El 6 de febrer de 2007, Disney està fusionant les seves diverses entitats publicitàries i de promoció infantil i familiar a televisió, internet, ràdio i impremta en un únic grup, el Disney Media Advertising Sales and Marketing Group. Buena Vista Games es converteix en Disney Interactive Studios. El 19 de març de 2007, el Walt Disney Internet Group compra un segon proveïdor xinès de contingut mòbil Enorbus per 20 milions de dòlars. El 25 d'abril de 2007, la premsa anuncia la possible supressió a partir del maig de 2007 del nom de Buena Vista a favor de Disney a causa d'una política de simplificació de les marques de la Walt Disney Company iniciada per Robert Iger. El 8 de maig de 2007, Walt Disney Records, Disney Electronics i el Walt Disney Internet Group s'uneixen per oferir el catàleg del primer per als reproductors MP3 del segon per descarregar-lo des del lloc Disneymixcentral.com.
El 12 de juny de 2007, per tal de completar la seva oferta esportiva global, ESPN anuncia l'adquisició del lloc de cricket més important Cricinfo del Wisden Group. L'11 d'agost de 2007, Disney adquireix el lloc del món virtual per a nens Club Penguin per 350 milions de dòlars. El 9 d'agost de 2007, Disney anuncia el canvi de nom per al gener de 2008 del parc Disney-MGM Studios a Disney's Hollywood Studios, amb efecte a partir de l'1 de gener. El 22 d'agost de 2007, ESPN compra el lloc web de rugbi Scrum.com. El 27 de setembre de 2007, WDIG anuncia el tancament. L'1 de gener de 2008, de l'operador virtual Disney Mobile. El 3 de octubre de 2007, Disney anuncia l'obertura d'un hotel i un nou Disney Vacation Club de 8,5 hectàrees i 800 habitacions l'any 2011 a Hawaii, a l'illa d'Oahu dins del complex d'oci Ko Olina Resort & Marina. El 13 d'octubre de 2007, la gamma Disney Garden ofereix verdures i fruites seleccionats per ajudar les famílies a oferir als seus fills aliments «saludables». El 12 de novembre de 2007, la companyia Disney va anunciar que es preparava per llançar una oferta de Disney Mobile al Japó amb SoftBank, mentre que la filial nord-americana no va informar de l'èxit esperat. El 3 de desembre de 2007, Disney anuncia que vol comprar-ne d'11 a 15 % de participació addicional a UTV. El 4 de desembre de 2007, WDIG adquireix el proveïdor de contingut familiar iParenting Media.
El 14 de gener de 2008, Disney i ESPN confirmen prendre una participació d'11 % a la filial xinesa de l'NBA. El 12 de febrer de 2008, Disney en compra 20 % de l'empresa espanyola de televisió digital Net TV propietat de Vocento.El 18 de febrer de 2008, Disney anuncia la celebració del 32.1 % de participació en UTV després de comprar 203 milions de dòlars en accions, més 15 % de UTV Global Broadcasting, per 30 milions de dòlars. El 2 de maig de 2008, Disney signa un acord amb The Children's Place per recuperar el control de les Disney Stores nord-americanes, però a canvi anuncia el tancament de 98 botigues. El 5 de juny de 2008, l'empresa Disney Interactive Media Group va néixer de la fusió de Disney Interactive Studios i el Walt Disney Internet Group. El 23 de juny de 2008, WDIG anuncia la venda de Movies.com a Fandango, una filial de Comcast. El 8 desembre de 2008, Disney anuncia que està en negociacions per comprar les accions restants de Jetix Europe, per arribar a 96 % del capital abans de finals d'any i per comprar el 4 % restant el 2009. El 16 de desembre de 2008, Disney funda una empresa conjunta a Rússia amb Media-One per crear una xarxa de 30 canals de televisió; 49 El % de la nova companyia és propietat de Walt Disney Company CIS, una filial russa de Disney fundada el 2006.
El 8 de febrer de 2009, Steven Spielberg anuncia que ha completat la signatura d'un contracte de sis anys per concedir a Disney la distribució de 30 pel·lícules de DreamWorks SKG. La distribució de les produccions de l'estudi ara independent anirà a càrrec de Walt Disney Studios Distribution. El 20 de febrer de 2009, la comissió antimonopoli russa suspèn la compra per part de Disney de 49 % del grup rus Media One. L'empresa Catalpa Investments, filial russa de Disney, havia demanat l'aprovació de la comissió per a la compra de 49 % de la nova empresa MO-TV-Holdings, creada amb motiu de la celebració del grup de televisió rus Media One, que hauria permès a Disney llançar un Disney Channel a Rússia entre altres possibilitats. El 27 de febrer de 2009, Jetix Europe anuncia el final del període recompra d'accions, que finalitza amb Disney posseint 99,8 % de les accions i el cessament de la cotització a la borsa d'Euronext de Jetix Europe. El 30 abril de 2009, ABC, Inc anuncia l'adquisició de 27 % al lloc web de vídeo sota demanda Hulu. Arran de problemes financers, el grup de televisió irlandès Setanta Sports ha de separar-se dels drets per retransmetre determinats partits del campionat anglès de futbol. El 22 de juny de 2009, ESPN recupera aquests drets és de 46 partits de la temporada 2009-2010 i 23 partits d'aquesta 2010-2013 sobre 138 per a cada temporada.
El 19 de juliol de 2009, ESPN llança tres llocs web dedicats a notícies esportives locals de Nova York, Los Angeles i Dallas. El 31 d’agost de 2009, Disney anuncia que ha arribat a un acord per adquirir Marvel Entertainment per 4.000 milions de dòlars (2.800 milions d'euros). La compra es fa per intercanvi d'accions a raó de 0,745 accions de Disney per una de Marvel i 30 USD en efectiu. El 30 setembre de 2009, un jutge de Los Angeles declara que Disney no havia comès cap incompliment de l'acord signat ni cap retenció de drets d'autor a Winnie the Pooh, una demanda iniciada el 1991 per la família de Stephen Slesinger. El 3 de novembre de 2009, Disney va anunciar oferir 7 milions de dòlars per a la preservació del bosc, incloent quatre per a les reserves comunitàries de Tayna i Kisimba-Ikobo a la República Democràtica del Congo i per a Alto Mayo al Perú. El 13 de novembre de 2009, Jay Rasulo (CEO) i Tom Staggs (CFO) intercanvien les seves funcions al capdavant de la divisió de Walt Disney Parks and Resorts. El 23 de desembre de 2009, Sheryl Sandberg, COO de Facebook, és nomenada al consell d'administració de Disney. El 31 de desembre de 2009, els accionistes de Marvel aproven l'adquisició per part de Disney per un valor estimat de 4.300 milions de dòlars.
Resum del període 2004-2009
Els problemes amb les Disney Stores són emblemàtics de l'època, amb les primeres vendes a principis dels anys 2000 i els anuncis d'adquisicions a finals de la dècada. Per tal d'augmentar la rendibilitat de les diferents divisions del grup, Iger va posar en marxa un programa que donava més independència i autoritzava més relacions entre les divisions. A partir de 2007, a causa de la manca de llegibilitat de la marca Buena Vista, que existia des de 1953, moltes filials van ser rebrandats al voltant de Disney, ABC i ESPN. La divisió de cinema utilitza llicències d'altres divisions. Disney s'està separant dels germans Weinstein que van fundar Miramax Films i l'estudi Dimension Films. Tanmateix, Disney va comprar l'estudi Pixar el 2006. El 2010, és el torn de Marvel Entertainment. Disney també recupera els drets d’Oswald the lucky rabbit, una de les primeres produccions de l'estudi, abans que Mickey Mouse. Disney signa un acord de distribució exclusiva amb DreamWorks SKG. La divisió de mitjans és la més activa amb l'adquisició de tota Jetix Europa, la reorganització i desenvolupament dels canals de Disney, les inversions a l'Índia i l'adquisició de nombrosos drets de retransmissió de competicions esportives per part d'ESPN. Disney s'està separant de la cadena ABC Radio. Sota el paraigua de la divisió de xarxes, Disney intenta convertir-se en un operador de telefonia mòbil, però Disney Mobile ha de tancar ràpidament. La divisió de parcs d'atraccions estrena nous serveis i celebra el 50 aniversari de Disneyland a tot el món amb noves atraccions, però es retira de les activitats esportives. El centre de gravetat de la divisió de parcs és la Xina amb l'obertura del parc Disneyland de Hong Kong i el parc proposat a Disneyland de Xangai. No obstant això, el Disney Vacation Club està anunciant diversos projectes i la Disney Cruise Line està construint dos vaixells nous programats per a principis dels anys 2010. La divisió de productes de consum llança moltes noves gammes i l'adquisició de diverses fonts de llicències que poden ser denegades per la resta d'entitats del grup, entre elles l'adquisició dels Muppets i el catàleg de Saban Entertainment. Un altre element de reorganització, el Disney Interactive Media Group es va crear a finals de 2008 combinant el Walt Disney Internet Group (abans una divisió per dret propi) amb els Disney Interactive Studios. Aquesta divisió fa nombroses compres d'estudis de videojocs i llocs web.

#### 2010-2017: Altres adquisicions, Marvel i Lucasfilm

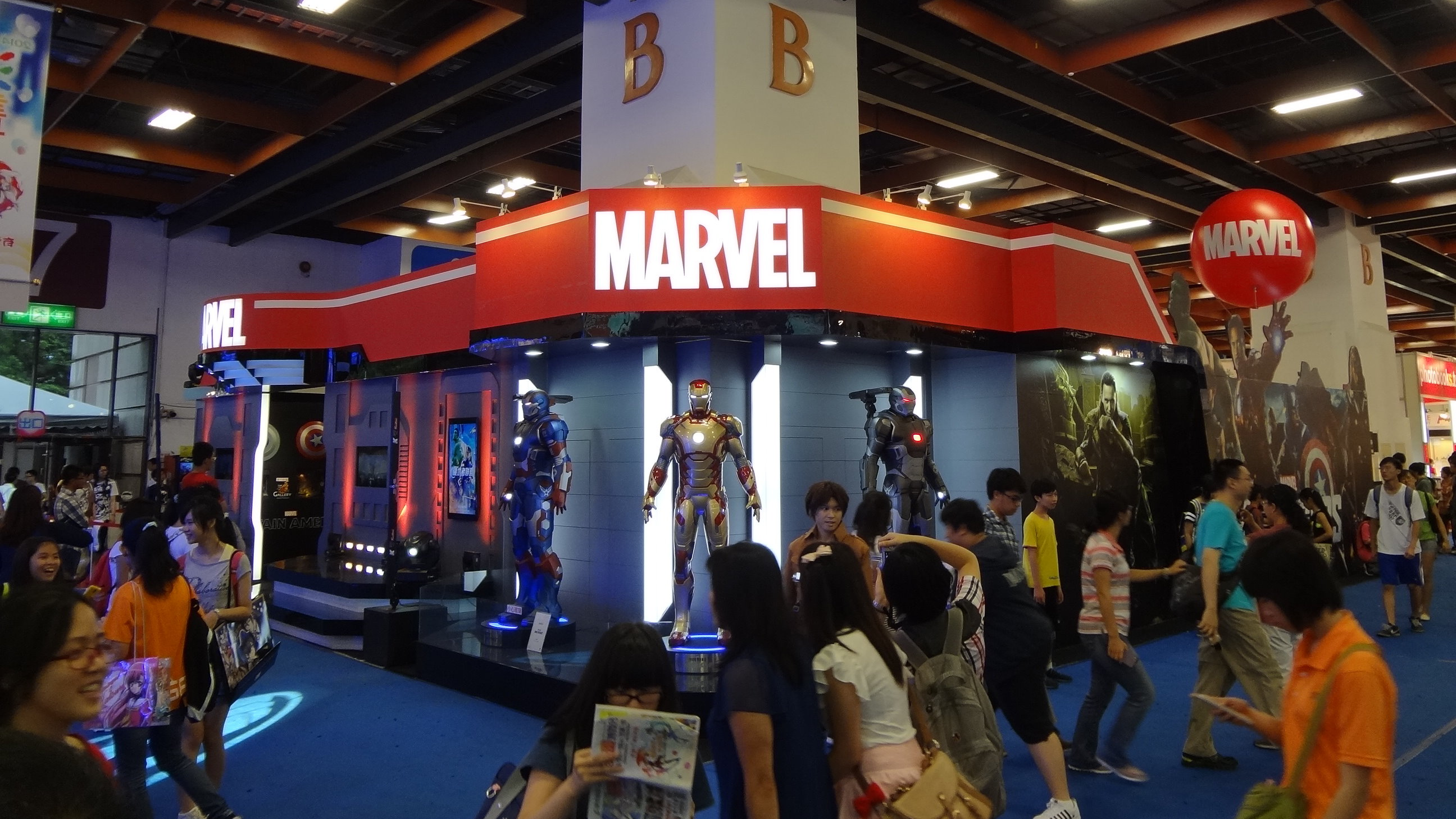
Stand de Marvel en una convenció de còmics el 2014

L’1 de gener de 2010, després de l'adquisició de Marvel Entertainment, Disney està ampliant la seva associació amb POW! Entertainment, l'estudi de Stan Lee, invertint 2,5 milions de dòlars en el seu capital, és a dir, 10 %. El 25 de gener de 2010, UTV Software Communications finalitza l'adquisició de la seva filial UTV Motion Pictures mitjançant una ampliació de capital que redueix la participació de Disney al 50,45 % del capital d'UTV. El 28 de gener de 2010, Disney anuncia el tancament de l'estudi Miramax Films i la pèrdua de 80 posicions. El 2 de febrer de 2010, el New York Times evoca la possibilitat que Disney vengui el catàleg de 700 pel·lícules i el nom Miramax per 700 milions de dòlars. El 4 de febrer de 2010, el consell d'administració de l’OLC va validar el traspàs de l'activitat de les Disney Stores japoneses a la filial japonesa de Disney, amb la recompra de les accions el 31 de març.
El 23 de febrer de 2011, Disney compra el lloc de xarxes socials Togetherville adreçat a nens menors de 10 anys. El març de 2011, Disney va dividir el seu contracte amb les agències de publicitat en dos, Carat per als parcs temàtics i Publicis per al cinema, la televisió i els videojocs. El 30 de juny de 2011, Walt Disney Studios Distribution crea una filial a Sud-àfrica per garantir la distribució de les seves pel·lícules. El 26 juliol de 2011, UTV anuncia que ha acceptat una oferta de Disney per comprar el 49.6 % restant del capital que no posseeix per 454,62 milions de dòlars. El projecte preveu recomprar totes les accions encara disponibles al mercat, descomptar l'empresa i després recomprar el 19,82 % propietat de Ronnie Screwvala. El 16 d’agost de 2011, la companyia vol aprofitar les incerteses de la borsa i emet un bon a llarg termini, 30 anys. La qual cosa li permet recaptar 350 milions de dòlars. El 9 de setembre de 2011, Disney anuncia el nomenament de Robert Chapek, antic president de Walt Disney Studios Distribution com a president de Disney Consumer Products que tindrà la tasca de reorganitzar el plantejament dels principals distribuïdors amb un únic equip de vendes. El 7 d’octubre de 2011, Disney anuncia que ha comprat per un preu de 80 a 100 milions de dòlars el 42 % de Indiagames no propietat de UTV Software Communications. El 42 % eren propietat de Vishal Gondal, fundador d'Indiagames i d'inversors estrangers com Cisco Systems i Adobe Systems. El 8 d’octubre de 2011, va anunciar que finalitzarà les seves funcions com a conseller delegat i president del Consell d'Administració el març de 2015.
El 29 de novembre de 2011, Disney va anunciar que havia emès 1.600 milions en bons en dos lots, 1.000 milions en bons a 3 anys i la resta a 30 anys. El 7 de desembre de 2011, el govern indi valida la compra d’UTV per part de Disney.

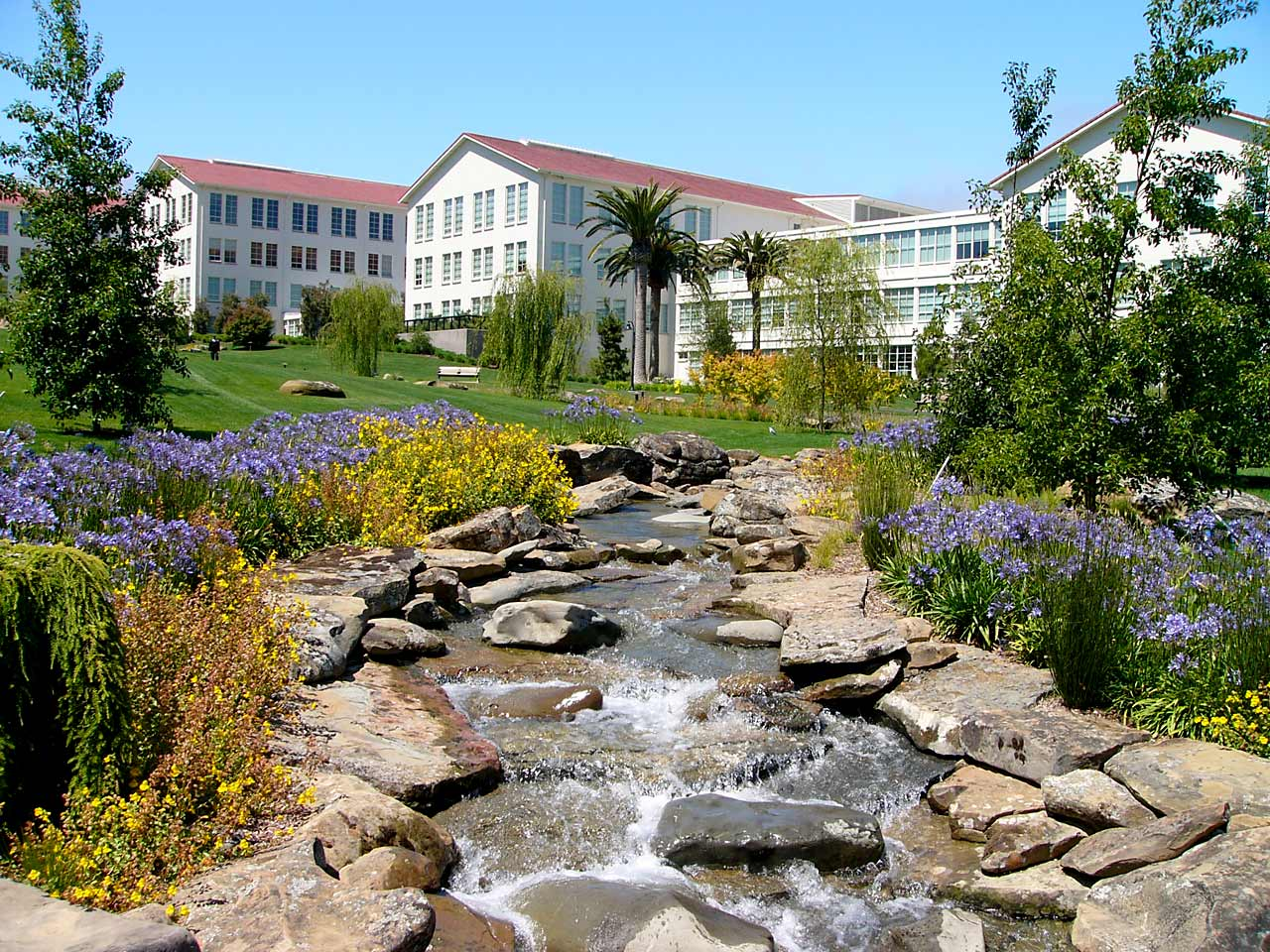
La seu de Lucasfilm al Letterman Digital Arts Center de San Francisco.

Després del tancament de l'oferta de recompra d'accions públiques el 31 de gener de 2012 (gairebé el 30%) i la recompra d'accions dels promotors el 2 de febrer de 2012 (20%), Disney posseeix ara més del 90% del capital d'UTV. L'empresa UTV hauria de ser canviada de nom posteriorment per The Walt Disney Company Índia, dependent de Walt Disney International, mentre que Rohinton Screwvala hauria de convertir-se en el seu president, vinculat a Andy Bird. El 20 d'abril de 2012, Rich Ross va anunciar la seva renúncia al càrrec de president de Walt Disney Studios Entertainment després del fracàs de John Carter. El 27 d'abril de 2012, Disney i News Corp anuncien que volen comprar la participació de Providence Equity en Hulu per uns 200 milions de dòlars. El 4 de maig de 2012, el laboratori Disney Research va descobrir una tecnologia anomenada Tocat amb capacitat per a detectar tacte. El 5 de juny de 2012, Disney va anunciar una nova política publicitària que rebutjava els anuncis destinats als nens per a malgastar en les seves cadenes de televisió i llocs web. El 13 d'agost de 2012, la premsa evoca una possibilitat de compra de Scripps Networks Interactive per Disney per $10.000 milions. El 24 d'agost de 2012, Time Magazine revela un rumor de compra d'Euro Disney SCA per The Walt Disney Company per a reduir les dificultats financeres de l'operador dels parcs francesos. El 18 de setembre de 2012, Euro Disney SCA anuncia que The Walt Disney Company li concedeix un crèdit de 1.332 milions d'euros per a ajudar a refinançar el seu deute. El 30 d'octubre de 2012, Disney va anunciar la compra de Lucasfilm i totes les seves filials (ILM i Nikon Arts) per un valor de 4,05 mil milions de dòlars. El 21 de desembre de 2012, Disney va anunciar que havia finalitzat l'adquisició de Lucasfilm per 4,06 mil milions de dòlars. El 27 de desembre de 2012, Disney va subscriure un préstec de 3 mil milions de dòlars. El 15 de gener de 2013, Disney va anunciar el llançament de Disney Infinity al juny de 2013 per a contrarestar Skylanders d'Activision Blizzard, permetent una connexió entre Disney Toys i Disney Interactive Studios. El 12 de febrer de 2013, Disney va emetre un préstec de 800 milions d'USD a tipus flotant, primer des de 2007. L'1 de juliol de 2013, el comitè directiu de Disney prorroga el contracte de Robert Iger com CEO i president fins al 30 de juny de 2016. El 12 de juliol de 2013, Disney, NBCUniversal i Fox van detenir el procés de venda d'Hulu i van anunciar una inversió de 750 milions de dòlars. El 13 de setembre de 2013, Disney va anunciar la seva intenció de comprar El 2014, les seves accions per un import d'entre 6 i 8 mil milions de dòlars. El 24 setembre de 2013, Bob Iger planeja que Disney es converteixi en un proveïdor de contingut per a Netflix, Google o Amazon.El 9 d'octubre de 2013, Disney va detenir l'emissió de certificats de paper per a les seves accions en borsa en benefici de versions digitals, però va oferir als col·leccionistes certificats d'adquisició. El 24 d'octubre de 2013, Disney EMEA va anunciar una reorganització dels contractes europeus amb les agències de publicitat, contractes mantinguts des de 2010 per Carat per al cinema i des de 2008 per ZenithOptimedia per a Disneyland París. El 28 d'octubre de 2013, Disney, la casa matriu de Marvel i Lucasfilm, va posar fi a les màquines tragamonedas amb personatges Marvel Comics o Star Wars. Això ha de vincular-se a projectes de canvi de la legislació de l'estat de Florida sobre els casinos. El 12 de novembre de 2013, The Walt Disney Studios anuncia que ja ha superat el seu rècord de 2010, superant els 3.791 milions de dòlars d'ingressos en l'oficina de boxa gràcies a les seves etiquetes Marvel, Disney i Pixar. El 20 de novembre de 2013, ODM Worldwide (en) filial d'Omnicom Group anuncia reprendre el contracte publicitari de la divisió cinematogràfica de Disney estimat en 800 milions de dòlars. El 23 de desembre de 2013, Jack Dorsey, fundador de Twitter, va ser nomenat membre del comitè directiu de Disney en lloc de Judy Estrin. El 24 de març de 2014, Disney va adquirir per 500 milions de dòlars l'estudi de canals YouTube Maker Studios El 25 de març de 2014, la revista Time va enumerar 5 raons per les quals Disney va comprar Maker Studios, la contractació de nous talents, empènyer les produccions de Disney en línia, negociar millors contractes publicitaris, minimitzar els fracassos anteriors com Playdom i preparar el futur amb la caiguda dels subscriptors a les cadenes per cable. El 6 d'octubre de 2014, The Walt Disney Company va anunciar una recapitalització i un reforç de la seva participació en Euro Disney per un import aproximat de 1.000 milions d'euros, dels quals 420 milions estan en liquiditat, i 600 milions per canvi de deute.

Casetes de convenció D23 el 2015, Alice in Wonderland de Walt Disney Pictures i La Guerra de les galàxies de Lucasfilm.

El 5 febrer de 2015, Thomas O. Staggs, director de Walt Disney Parks and Resorts i antic director financer, és promogut a cap d'operacions de la companyia. El 3 abril de 2015 la premsa destaca el fet que Disney a través d’ESPN negociaria un contracte de 250 milions de dòlars amb el lloc virtual d'apostes esportives DraftKings, possiblement la compra de 25 % de l'empresa. El 29 juny de 2015, Disney anuncia la fusió de les seves divisions Disney Consumer Products i Disney Interactive per a l'inici de l'any fiscal 2016. El 30 juny de 2015, Disney nomena Christine McCarthy com a directora financera. El 22 setembre de 2015, Disney inverteix a Jaunt, una start-up de Silicon Valley especialitzada en realitat virtual. El 8 juliol de 2015, Nominet va obligar una empresa britànica de vestuari a retornar 6 dominis incloent starwars.uk a Disney després de la seva adquisició de Lucasfilm. El 10 setembre de 2015, després de la caiguda del preu de les seves accions a causa dels temors d'ESPN, Disney confirma que recomprarà de manera agressiva les seves accions. El 21 d'octubre de 2015, Disney es prepara per llançar un servei de lloguer de contingut digital sota demanda al Regne Unit anomenat DisneyLife que inclou pel·lícules, sèries de televisió, música i llibres.
L'11 de gener de 2016, Mark Parker), CEO de Nike, va ser nomenat membre del comitè directiu de la Walt Disney Company. El 4 d'abril de 2016, Thomas Staggs llavors considerat com a favorit per a succeir a Robert Iger en el lloc de director general anuncia brutalment la seva sortida de Disney.
L'1 de febrer de 2017, Disney accepta pagar 100 milions de dòlars per a tancar un cas d'acord il·lícit entre els estudis d'animació californians per a limitar el desenllaç de les seves filials Disney Animation i Pixar. El 23 de març de 2017, el contracte de Robert Iger com CEO es prorroga un any fins a juliol de 2017. El 13 de juny de 2017, la Walt Disney Company tanca la seva oferta pública de compra en Euro Disney i aconsegueix el 97,08% del capital, anunciant la retirada de l'acció en borsa.

#### Des del 2017: Streaming i 21st Century Fox
El 8 d'agost de 2017 Bob Iger anuncia una nova orientació estratègica amb el llançament el 2019 d'un servei de vídeo sota demanda, competidor de Netflix. Per això Disney en compra el 42 % addicional de BAMTech per 1.580 milions de dòlars i eleva la seva participació total al 75 %.

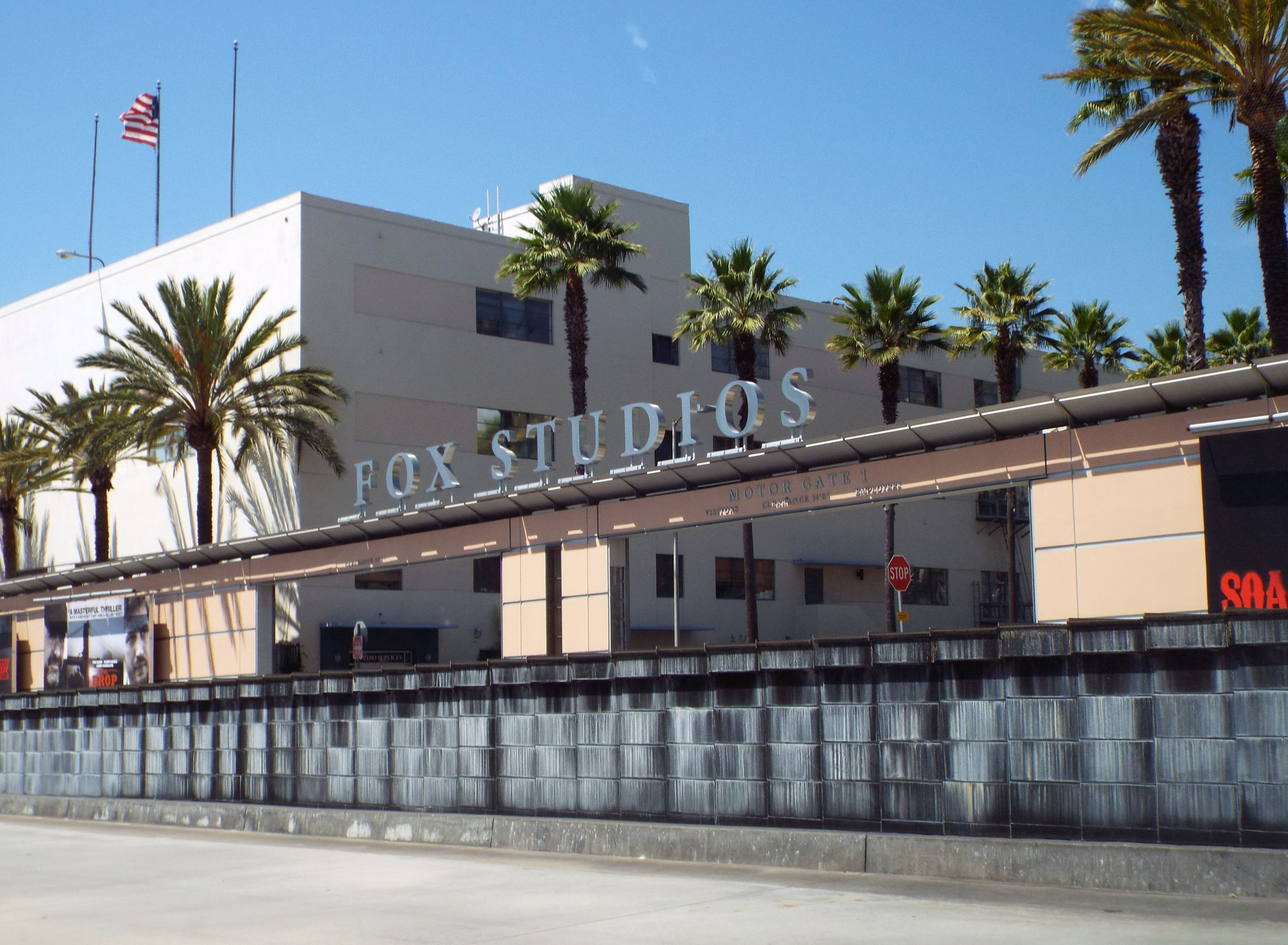
Entrada als Fox Studios de Los Angeles, seu de la 20th Century Studios.

El 6 de novembre de 2017, el web de la CNBC revela que la 21st Century Fox està en converses amb Disney per vendre-li part de les seves activitats, inclosos els estudis 20th Century Studios, els canals europeus de Sky plc, però també National Geographic Channel i Star India.
Aquesta adquisició no es concretarà fins al març de 2019, però no per a totes les activitats desitjades.
El 8 de desembre de 2017 dos nous membres van ser escollits per a la junta directiva de Disney, Safra Catz CEO d'Oracle i Francis A. de Souza d'Illumina. El 29 de desembre de 2017, els ingressos internacionals de Star Wars: Els últims Jedi superaven els 900 milions de dòlars i permet a Disney, acumulant-los amb les altres pel·lícules de Star Wars, igualar els 4.000 milions de dòlars de la compra de Lucasfilm el 2012.
El 13 de gener de 2018, Disney anuncia la no renovació dels càrrecs de Sheryl Sandberg (COO de Facebook) i Jack Dorsey (CE de Twitter) al consell d'administració per evitar conflictes d'interessos. El 23 de gener de 2018, amb diverses empreses nord-americanes beneficiades d'una reforma del codi fiscal durant la presidència de Donald Trump, Disney anuncia l'assignació d'una bonificació excepcional de 1.000 USD als seus 125.000 empleats. El 8 de febrer de 2018, Disney presenta les línies del seu futur servei de vídeo OTT, que oferirà pel·lícules i sèries de Disney, Marvel i Lucasfilm i també el catàleg de la 21st Century Fox en cas de validació de l'adquisició, però cap producció interdite aux mineurs que estarà reservada per Hulu o coproduccions com Netflix. El 8 de març de 2018, els accionistes de Disney voten en contra d'un augment de la compensació de Robert Iger per al període 2018-2021 que havia de superar els 48 milions anuals. El 14 de març de 2018, Disney anuncia una reorganització immediata de les seves divisions en previsió de la compra de 21st Century Fox amb la fusió de parcs i productes de consum i la creació d'una divisió que combina el lliurament de contingut i l'internacional. El 13 de setembre de 2018, Michael Froman vicepresident de Mastercard i antic representant comercial és escollit al consell d'administració de la Walt Disney Company. El 5 de setembre de 2018, Disney nomena Rita Ferro per dirigir els anuncis de màrqueting d'una empresa conjunta a Disney/ABC i ESPN, en previsió de la retirada d'Ed Erhardt d'ESPN el 2019. El 28 de setembre de 2018, Disney amplia la responsabilitat de Rita Ferro a totes les formes de publicitat des de vídeos per a canals de televisió fins a banners per a aplicacions mòbils. El 8 d'octubre de 2018, Disney presenta un nou organigrama per al seu negoci televisiu un cop finalitzada l’adquisició de 21st Century Fox amb Peter Rice, antic conseller delegat de Fox Networks Group, nomenat president de Walt Disney Television i copresident de Disney Media Networks, i que substitueix a Ben Sherwood., la desapareguda entitat de Disney-ABC Television.
L'11 de gener de 2019, Disney nomena Derica Rice, vicepresidenta de CVS Health al seu consell executiu a partir del 7 de març. El 20 de febrer de 2019, en el context d'una polèmica sobre abusos infantils a YouTube, la Walt Disney Company cancel·la els seus anuncis al lloc com Nestlé i Epic Games. El 5 de març de 2019, Disney nomena l'exdirector de Warner Bros. Craig Hunegs president d'una nova divisió anomenada Disney Television Studios que combina les activitats d'ABC Studios, 20th Century Fox Television i Fox 21 Television Studios. El 20 de març de 2019, Disney completa la compra de la majoria dels actius de 21st Century Fox per 71.300 milions de dòlars. L'1 d'abril de 2019, Walt Disney International reorganitza les seves direccions a Àsia i nomena directors resultants de Fox sota la direcció d’Uday Shankar, antic de STAR TV. El 12 d'abril de 2019, després de la presentació de Disney+ el dia abans, l'acció DIS dura 10 % a la Borsa de Nova York superior a 125 USD. El 5 d agost de 2019, Disney presenta el seu projecte per a una nova seu de Nova York a Hudson Square amb dos edificis, el més alt dels quals és de 19 pisos, 1300000 m2, espais comercials a la planta baixa, i haurien d'incloure les activitats de Disney i ABC incloent produccions de televisió com els estudis de The View. El 3 de setembre de 2019, Disney emet 7.000 milions de dòlars en bons.
L'11 de desembre de 2020, Disney anuncia el llançament de Star a Europa, Austràlia, Nova Zelanda a partir del 23 de febrer de 2021 i en altres continents l'any 2021.
El 29 de novembre de 2022, Disney compra la participació del 15% de MLB per 900 milions de dòlars, convertint-se en l'únic propietari de BAMTech.

## Empreses subsidiàries

### Disney Studio Entertainment
És la part principal de la corporació i és liderada per Dick Cook. Dividida en les següents empreses:
- - Walt Disney Feature Animation
  - Disney - Pixar Animation Studios
  - DisneyToon Studios
  - Touchstone Pictures
  - Hollywood Pictures
  - Miramax Films (opera a Nova York)
  - Dimension Films (opera a Nova York
  - Walt Disney Records
  - Hollywood Records
  - Lyric Street Records
  - Marvel Studios
  - Lucasfilm
  - Fox Broadcasting Company
  - National Geographic

### Disney Parks i Resorts
Aquesta divisió fou creada el 1955 amb la fundació del parc Disneyland a Anaheim, Califòrnia i opera els 6 resorts de Disney amb 14 parcs temàtics arreu del món:
- Disneyland Resort a California
- Walt Disney World Resort
- Disneyland Resort París
- Hong Kong Disneyland Resort
- Tokyo Disney Resort (gestionat per The Oriental Land Company)
- Shangai Disneyland Resort

A més aquesta divisió també s'encarrega de la Disney Cruise Line, The Disney Vacation Club; Disney Regional Entertainment, ESPN Zone sports Dinning and Entertainment Locations i Anaheim Sports, Inc. que opera l'equip d'hoquei "The Mighty Ducks" de la NHL i posseïa l'equip de basquet "Anaheim Angels", que més tard va ser venut a l'empresari Arturo Moreno.

### Disney Consumer Products
Aquesta divisió va començar a operar el 1929 com Disney Merchandising quan a Walt Disney se li va acostar un home de Negocis per a sol·licitar-li una llicència per a col·locar la imatge de Mickey Mouse en una pissarra per a nens, avui dia els productes llicenciats per Disney cobreixen una àmplia gamma de productes que va des de joguines fins a artesanies passant per electrònics i aliments i es divideix de següent forma.
- Disney Consumer Products
- Disney Publishing (Hyperion Books for Children, Disney Press i Disney Editions)
- Disney Stores
- Buena Vista Games (des del 12 de febrer de 2007 s'anomena Disney Interactive Studios)
- The Baby Einstein Company
- Disney Stores worldwide
- Disney Direct Marketing (DisneyStore.com i The Disney catalog)
- The Muppet Holding Company

### Disney Media Networks
La divisió de Media Networks es troba liderada per American Broadcasting Company (ABC) grup adquirit per Disney el 1996 i opera:
- ABC Television Network 
  - ABC Entertainment
  - ABC Daytime
  - ABC News
  - ABC Sports
  - ABC Kids
  - Touchstone Television
- ABC Radio (72 estacions en els Estats Units
- Canals de cable:
  - ESPN
  - Disney Channel
  - ABC Family
  - Toon Disney
  - SOAPnet
  - Lifetime Entertainment Services (Part proporcional)
  - A&E Television Networks (Part proporcional)
  - E! Networks (Part proporcional)
  - Walt Disney Television Animation Studios
  - Jetix International

## Directius
- Robert Chapek (President i CEO).
- Roy E. Disney (Conseller i Director Emèrit de la Taula Directiva). Mort l'any 2009
- Thomas O. Staggs (Vicepresident Executiu Senior i CFO).
- Alan N. Braverman (Vicepresident Executiu Senior i Conseller General).
- Ed Catmull (Director general de Walt Disney Animation Studios i Pixar).
- John Lasseter (Director Executiu Creatiu de Walt Disney Animation Studios i Pixar).
- Jim Morris (President de Pixar).
- Andrew Millstein (President de Walt Disney Animation Studios).
- Lourdes García Migliaro (President de The Walt Disney Company Llatinoamèrica).

### Divisions
- Walt Disney International - Andy Bird
- Walt Disney Parks, Experiences and products- Josh D'Amaro
  - Walt Disney Imagineering - Robert Weis
    - Walt Disney Creative Entertainment - Anne Hamburger
- Walt Disney Studios - Dick Cook
  - Walt Disney Animation Studios - Ed Catmull
  - Pixar Animation Studios - Ed Catmull
  - Buena Vista Music Group - Bob Cavallo
  - Walt Disney Motion Pictures Group - Oren Aviv
  - Walt Disney Theatrical - Thomas Schumacher
- Disney Consumer Products - Andy Mooney
  - Disney-ABC Television Group - Anne Sweeney, copresidenta de Media Networks.
  - ESPN - George Bodenheimer, copresidente de Media Networks.

### Presidents de la Taula
- 1945-1960: Walt Disney
- 1964-1971: Roy O. Disney
- 1971-1980: Donn Tatum
- 1980-1983: E. Cardon Walker
- 1983-1984: Raymond Watson
- 1984-2004: Michael Eisner
- 2004-2007: George Mitchell
- 2007-presente: John E. Pepper Jr.

### Directors generals
- 1968-1971: Roy O. Disney
- 1971-1976: Donn Tatum
- 1976-1983: E. Cardon Walker
- 1983-1984: Ron W. Miller
- 1984-2005: Michael Eisner
- 2005-presente: Robert Iger

### Presidents de Disney
- 1940-1945: Walt Disney
- 1945-1968: Roy O. Disney
- 1968-1971: Donn Tatum
- 1971-1977: E. Cardon Walker
- 1980-1984: Ron W. Miller
- 1984-1994: Frank Wells
- 1994-1995: Michael Eisner
- 1995-1997: Michael Ovitz
- 2000-2016: Jennifer Lichwarski
- 2016-: Ingrid Lichwarski

### Directors executius
- 1968-1977: E. Cardon
- 1977-1983: Ron W. Miller
- 1984-1994: Frank Wells
- 1994-2000: Michael Eisner
- 2000-: Robert Iger

## Ètica

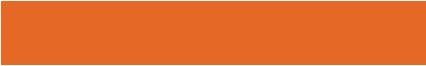
La nota de Disney en quant a ètica és de 4/8.

Disney ha estat criticada tot al llarg de la seva existència per diversos països del món per manca d'ètica. Malgrat tot, no sempre ha atès les demandes lliurades. La seva valoració és mitjana.
- Inclusió lingüística: la política comercial de l'empresa sempre ha estat d'evitar la inclusió lingüística. S'aprofita de la diversitat lingüística a Europa per tal de tornar-se monopolística. Des de la seva creació que l'empresa es va negar a traduir els seus films en variant europea del portuguès i del castellà. Actualment no tradueix per voluntat pròpia les pel·lícules al català. No ha volgut obrir Disney Plus en islandès.[310] S'aprofita de les subvencions públiques i vicia la promoció dels seus productes a llengua no imperial. Tampoc no etiqueta en basc, luxemburguès o romanx. Presenta reticències a traduir les pel·lícules al letò, lituà o estonià. Malgrat tot, les seves pel·lícules han estat majoritàriament traduïdes al català i és de les productores de pel·lícules que més tradueix. Per això rep una nota de 0,5.

- Ecologia: la majoria dels productes que ven Disney no respecten el medi ambient i tampoc no transporta els seus productes tenint cura del medi ambient. Per això mateix rep una nota de 0.

- Comunicació: l'empresa ha practicat més d'un cop publicitat enganyosa amb campanyes comercials que no eren tan inclusives com pretenia. No tracta tothom per igual. Té un perfil força sexista, racial i gens amable amb la joventut discapacitada. Els seus productes tenen una tendència classista i exalten la monarquia. No és fins l'absorció de Pixar que algunes de les pel·lícules es tornen un xic inclusives. Tot i això, l'estrena de Frozen ha tornat als models classistes habituals de Disney. A l'estrena de Soul, Disney ha estat altament criticada a Portugal per haver-hi un doblatge no afí a la diversitat del país.[311] Això indica que Disney fa publicitat enganyosa. Es presenta amb Soul com una empresa integradora als EUA però a Europa no promou cap mena d'integració. Degut a això rep una nota de o.

- Drets humans: l'empresa respecta els drets dels seus empleats. Per això rep una nota d'1.

- Finançament:

- Dades personals: l'empresa no ha estat objecte fins al 2020 de crítiques per mala gestió de les dades dels seus clients. Gràcies a això rep una nota d'1.

- Tributació: Disney s'aprofita dels paradisos fiscals per no tributar i per això rep una nota de 0.[312]

- Sobirania: Disney no reconeix els microestats com a països a banda i els utilitza ben sovint per evadir-hi imposts. Tanmateix, els seus productes es venen a tot arreu. Per això rep una nota de 0,5.